# Leichtathletik-Weltmeisterschaften 2015/Marathon der Frauen

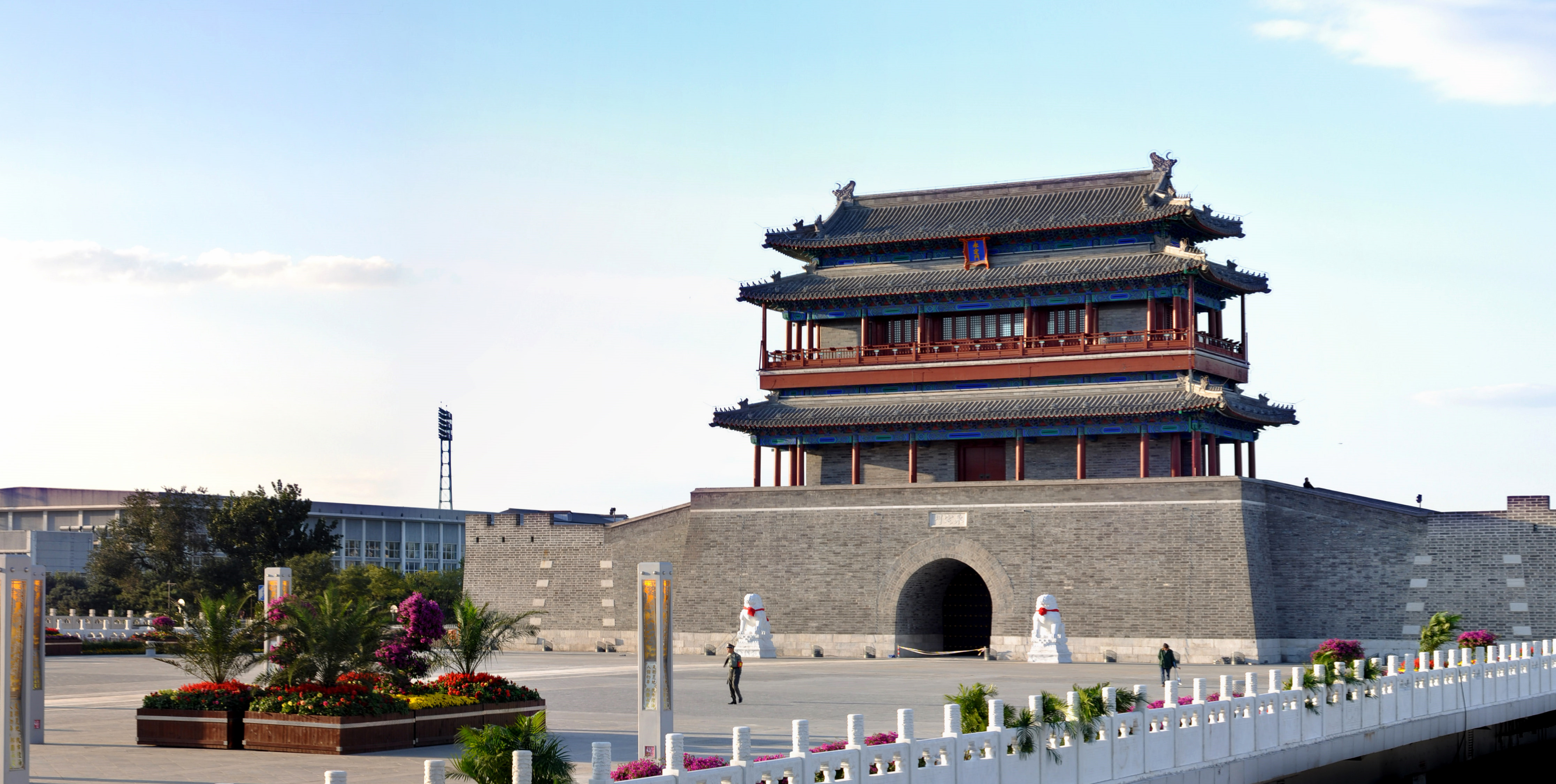
Das Yongding-Tor

Der Marathonlauf der Frauen bei den Leichtathletik-Weltmeisterschaften 2015 wurde am 30. August 2015 im Nationalstadion der chinesischen Hauptstadt Peking ausgetragen und war der vierte Lauf des World Marathon Majors 2015/16.
Weltmeisterin wurde die Äthiopierin Mare Dibaba. Sie gewann vor der Kenianerin Helah Kiprop. Eunice Jepkirui Kirwa aus Bahrain errang die Bronzemedaille.

## Strecke
Der Start des Laufs erfolgte beim Yongding-Tor. Anschließend führte die Route vorbei an Sehenswürdigkeiten wie dem Himmelstempel, dem Zhengyangmen, der Verbotenen Stadt, dem Chinesischen Nationalmuseum und dem Staatsgästehaus Diaoyutai. Beim Haidian Park lag die Streckenhälfte. Vorbei an den diversen Hochschulen von Peking und dem China National Tennis Center ging es schließlich wieder zurück zum Nationalstadion, in dem die letzten Meter zu laufen waren.

## Bestehende Rekorde
| Weltrekord | Paula Radcliffe | 2:15:25 h | London-Marathon, Großbritannien | 13. April 2003  |
| WM-Rekord  | Paula Radcliffe | 2:20:57 h | WM in Helsinki, Finnland        | 14. August 2005 |

Der bestehende WM-Rekord wurde bei diesen Weltmeisterschaften nicht eingestellt und nicht verbessert.
Es gab einen Landesrekord:

2:34:43 h – Jaisha Orchatteri, Indien

## Ausgangssituation
Wie eigentlich fast immer bei solchen großen Meisterschaften war es für den Marathonlauf nicht einfach, Favoritenpositionen auszumachen. Zu selten können die Athleten diese Distanz laufen, weil die Form sonst verlorengeht. Außerdem liegt der Schwerpunkt für den Saisonhöhepunkt nicht für alle Marathonstars auf den Weltmeisterschaften, sondern oft auch auf den großen Stadtmarathons wie London, Berlin, New York usw. Zu den Favoriten gehörten hier in Peking ganz sicher die kenianische Weltmeisterin von 2011 und 2013 Edna Kiplagat und die Äthiopierin Mare Dibaba als Zweite der diesjährigen Weltbestenliste. Darüber hinaus war vor allem mit weiteren starken Läuferinnen aus Äthiopien und Kenia zu rechnen, die hier vertreten waren.

## Rennverlauf
30. August 2015, 7:30 Uhr Ortszeit (1:30 Uhr MESZ)
Die schwierigen klimatischen Bedingungen von Peking mit einem hohen Grad von Luftverschmutzung machten kein schnelles Rennen möglich. Lange führten die Japanerinnen mit Mai Itō und Risa Shigetomo das Feld an, das Tempo hielt sich mit einzelnen 5-km-Abschnitten im Bereich von deutlich über siebzehn Minuten in erwarteten Grenzen. Allerdings traten schon bald erste Lücken auf. Nach fünf Kilometern waren noch zwanzig Läuferinnen vorne zusammen, bei Streckenhälfte blieben sechzehn von ihnen übrig. Nach dreißig Kilometern hatte Titelverteidigerin Kiplagat die Führung einer zwölfköpfigen Spitzengruppe übernommen. Nun wurde es etwas schneller, es bildete sich eine sechsköpfige Führungsgruppe mit den beiden Äthiopierinnen Dibaba und Tigist Tufa, den Kenianerin Kiplagat, Jemima Sumgong und Helah Kiprop sowie Eunice Kirwa aus Bahrain. Neunzehn Sekunden zurück lagen Itō und die Nordkoreanerin Kim Hey-song, dann folgten die US-Amerikanerin Serena Burla – 23 Sekunden zurück – und Shigetomo – 25 Sekunden zurück.
Ab Kilometer 35 setzte sich Dibaba an die Spitze und forcierte nun ganz erheblich. Als erste Läuferin fiel Tufa der Beschleunigung zum Opfer, sie musste abreißen lassen und hatte bald einen Rückstand von einer knappen Minute. Als Nächste konnte Kiplagat dem Tempo nicht mehr ganz folgen und fiel zurück. Zwei Kilometer vor dem Ziel waren mit Dibaba, Sumgong, Kiprop und Kirwa immer noch vier Läuferinnen im Kampf um den Sieg und die Medaillen gemeinsam vorn.
Bei der Ankunft im Stadion führte Dibaba, Kiprop war an ihren Fersen. Mit einer kleinen Lücke folgte Kirwa, dahinter mit etwas mehr Abstand Sumgong. Es kam zu einem regelrechten Zielsprint – ein im Marathonlauf ganz seltener Fall. Kiprop griff noch einmal an, aber Mare Dibaba konterte und erlief sich den Weltmeistertitel. Helah Kiprop gewann die Silbermedaille vor Eunice Kirwa. Drei Sekunden fehlten Jemima Sumgong auf Rang vier am Ende zu Bronze. Fünfte wurde Edna Kiplagat, die 36 Sekunden nach Sumgong das Ziel erreichte. Dahinter waren die Rückstände größer. Tigist Tufa kam auf den sechsten Platz, Mai Itō wurde Siebte vor der Äthiopierin Tirfi Tsegaye.
| Zwischenzeiten      | Zwischenzeiten | Zwischenzeiten | Zwischenzeiten    |
| Zwischenzeit- Marke | Zwischenzeit   | Führende | 5-km-Zeit         |
| ------------------- | -------------- | --- | ----------------- |
| 5 km                | 17:51 min      | Mai Itō mit 20köpfiger Gruppe                                                                                              | 17:51 min         |
| 10 km               | 35:32 min      | Mai Itō mit 18köpfiger Gruppe                                                                                              | 17:41 min         |
| 15 km               | 53:21 min      | Risa Shigetomo mit 19köpfiger Gruppe                                                                                       | 17:49 min         |
| 20 km               | 1:11:19 h      | Mare Dibaba mit 16köpfiger Gruppe                                                                                          | 17:58 min         |
| Streckenhälfte      | 1:15:16 h      | Risa Shigetomo mit 16köpfiger Gruppe                                                                                       |                   |
| 30 km               | 1:46:50 h      | Kiplagat mit 12köpfiger Gruppe                                                                                             | 2 × ca. 17:45 min |
| 35 km               | 2:04:04 h      | Dibaba, Sumgong, Kirwa, Kiprop, Kiplagat, Tufa – 19 s vor Itō, Kim Hey-song, Tsegaye – 23 s vor Burla – 25 s vor Shigetomo | 17:14 min         |
| 40 km               | 2:20:38 h      | Dibaba, Sumgong, Kiprop, Kirwa – 2 s vor Kiplagat – 48 s vor Tufa – 1:21 min vor Itō – 2:05 min vor Tsegaye                | 16:34 min         |

## Ergebnis

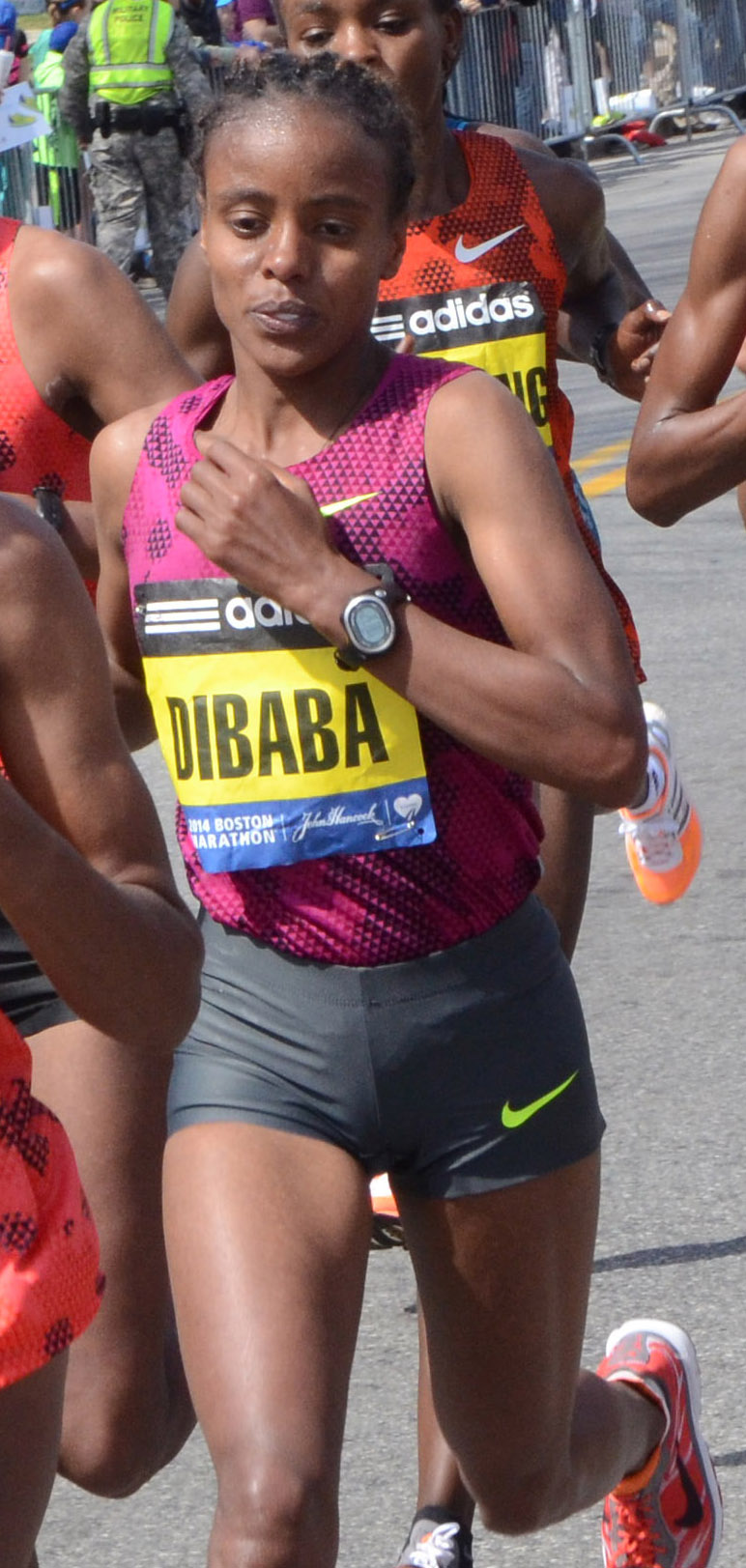
Mare Dibaba – Weltmeisterin in einer knappen Entscheidung

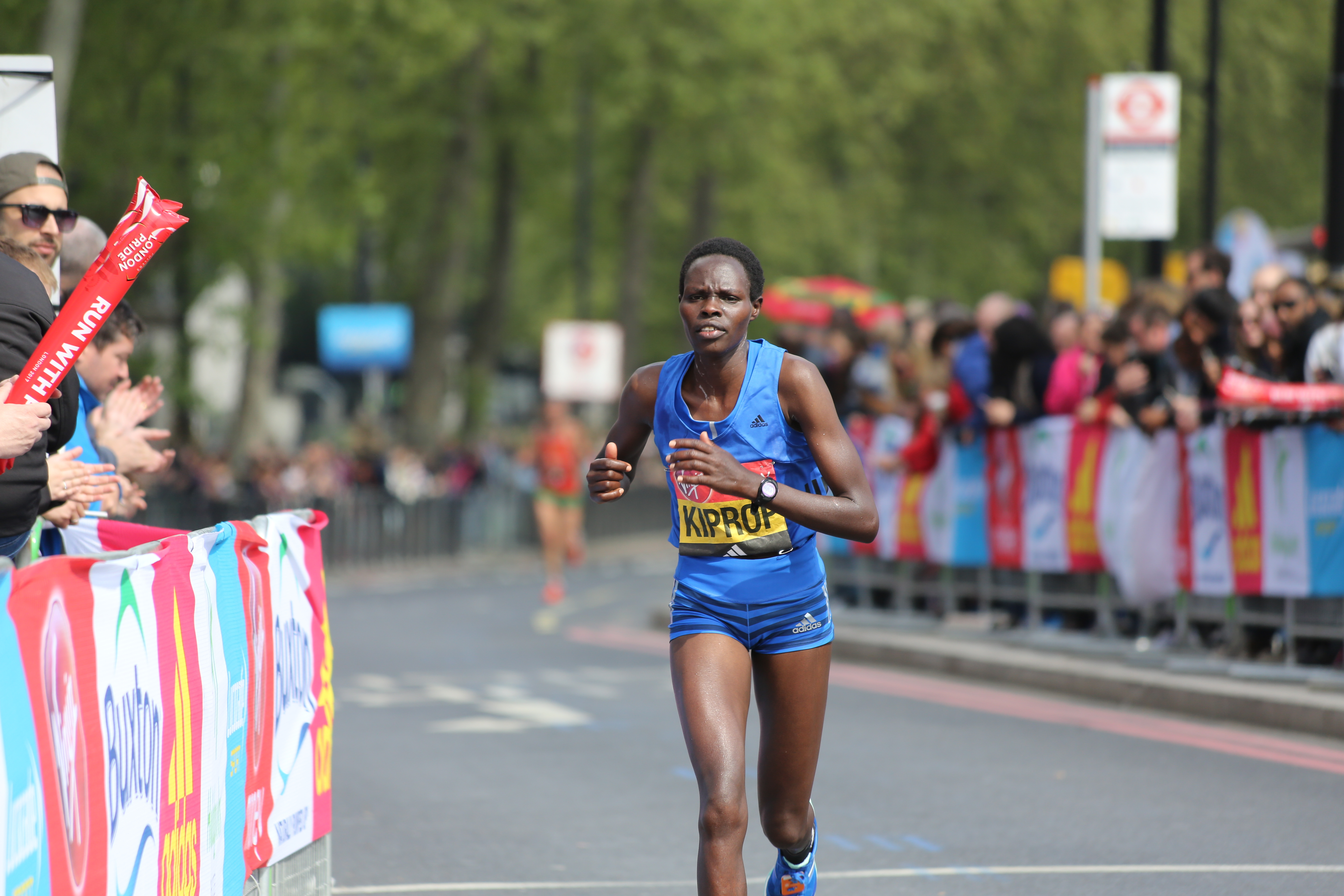
Vizeweltmeisterin Helah Kiprop

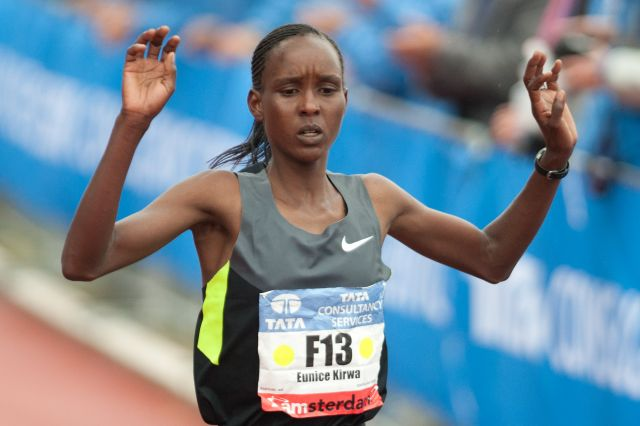
Bronzemedaillengewinnerin Eunice Kirwa

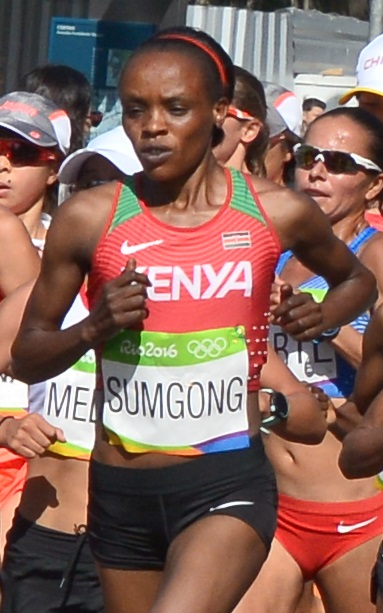
Jemima Sumgong kam um drei Sekunden geschlagen auf den vierten Platz

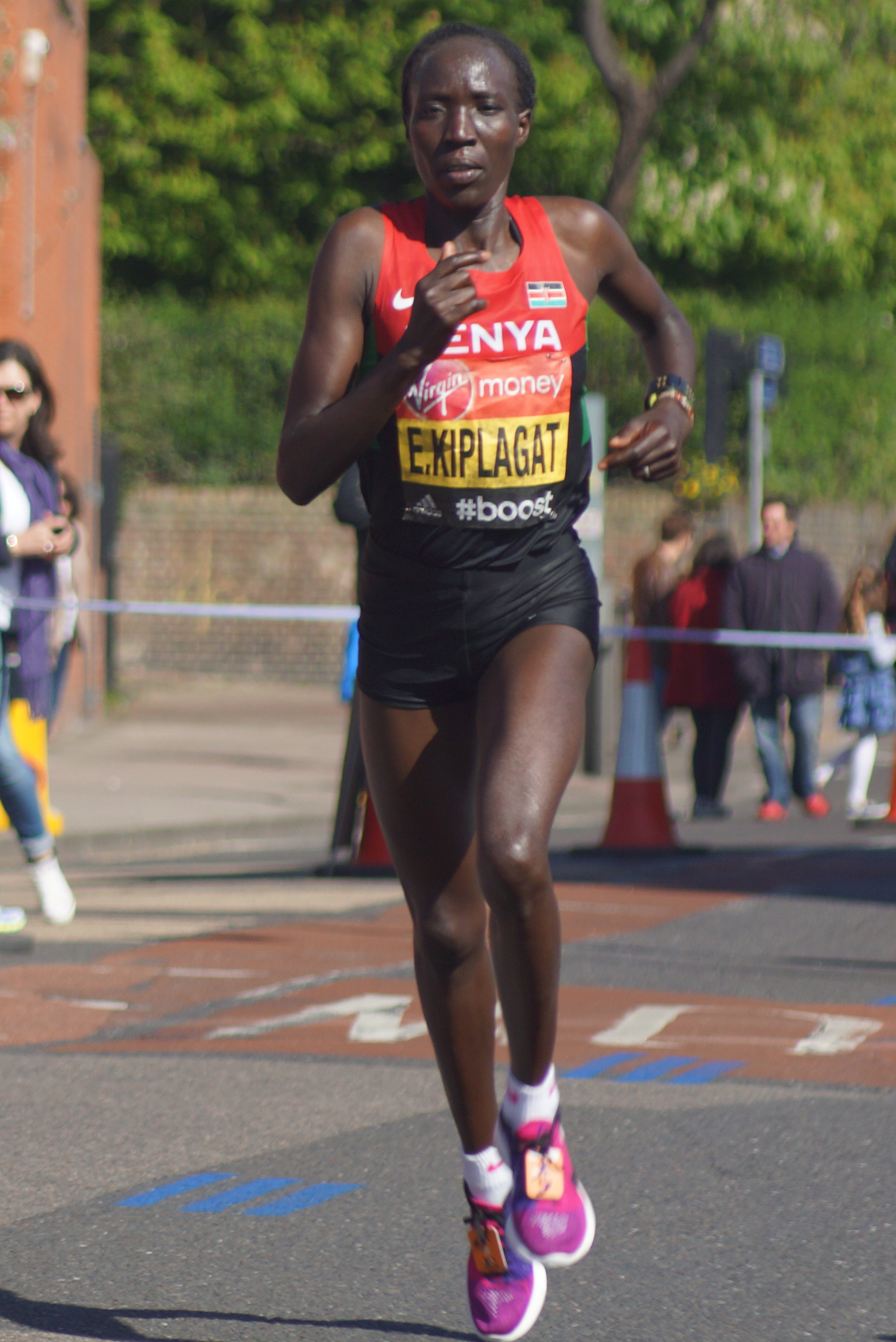
Die zweifache Weltmeisterin (2011/2013) Edna Kiplagat belegte diesmal Rang fünf

| Platz | Athletin                     | Land                | Zeit (h)   |
| ----- | ---------------------------- | ------------------- | ---------- |
|       | Mare Dibaba                  | Äthiopien           | 2:27:35    |
|       | Helah Kiprop                 | Kenia               | 2:27:36    |
|       | Eunice Jepkirui Kirwa        | Bahrain             | 2:27:39    |
| 04    | Jemima Jelagat Sumgong       | Kenia               | 2:27:42    |
| 05    | Edna Kiplagat                | Kenia               | 2:28:18    |
| 06    | Tigist Tufa                  | Äthiopien           | 2:29:12    |
| 07    | Mai Itō                      | Japan               | 2:29:48    |
| 08    | Tirfi Tsegaye                | Äthiopien           | 2:30:54    |
| 09    | Kim Hye-gyong                | Nordkorea           | 2:30:59    |
| 10    | Serena Burla                 | USA                 | 2:31:06 SB |
| 11    | Rasa Drazdauskaitė           | Litauen             | 2:31:23 SB |
| 12    | Filomena Costa               | Portugal            | 2:31:40    |
| 13    | Sairi Maeda                  | Japan               | 2:31:46    |
| 14    | Risa Shigetomo               | Japan               | 2:32:37    |
| 15    | Alina Prokopjewa             | Russland            | 2:32:44    |
| 16    | Ding Changqin                | Volksrepublik China | 2:33:04    |
| 17    | Alessandra Aguilar           | Spanien             | 2:33:42    |
| 18    | Jaisha Orchatteri            | Indien              | 2:34:43 NR |
| 19    | Sudha Singh                  | Indien              | 2:35:35 PB |
| 20    | Visiline Jepkesho            | Kenia               | 2:36:17    |
| 21    | Sinead Diver                 | Australien          | 2:36:38 SB |
| 22    | Katarina Bérešová            | Slowakei            | 2:37:24    |
| 23    | Sarah Klein                  | Australien          | 2:37:58 SB |
| 24    | Ester Erb                    | USA                 | 2:38:15 SB |
| 25    | Lishan Dula                  | Bahrain             | 2:38:18    |
| 26    | Clara Canchanya              | Peru                | 2:39:24    |
| 27    | Liina Luik                   | Estland             | 2:39:42 PB |
| 28    | Wang Xueqin                  | Volksrepublik China | 2:41:42    |
| 29    | Anne-Mari Hyryläinen         | Finnland            | 2:41:59    |
| 30    | Kim Seong-eun                | Südkorea            | 2:42:14    |
| 31    | Kateryna Karmanenko          | Ukraine             | 2:43:12 SB |
| 32    | Yiu Kit Ching                | Hongkong            | 2:43:28    |
| 33    | Annelie Johansson            | Schweden            | 2:43:42    |
| 34    | Nebiat Habtemariam           | Eritrea             | 2:44:42 SB |
| 35    | Bajartsogtyn Mönchdsajaa     | Mongolei            | 2:45:01    |
| 36    | Julija Andrejewa             | Kirgisistan         | 2:45:04    |
| 37    | He Yinli                     | Volksrepublik China | 2:45:05    |
| 38    | Lily Luik                    | Estland             | 2:45:22 SB |
| 39    | Anita Kažemāka               | Lettland            | 2:45:54 SB |
| 40    | Gulschanat Schanatbek        | Kasachstan          | 2:45:54    |
| 41    | Yeum Goeun                   | Südkorea            | 2:46:46    |
| 42    | Aster Tesfaye                | Bahrain             | 2:46:54    |
| 43    | Sultan Haydar                | Türkei              | 2:47:11    |
| 44    | Charlotte Karlsson           | Schweden            | 2:47:40    |
| 45    | Hsu Yu-Fang                  | Chinesisch Taipeh   | 2:48:01    |
| 46    | Julia Degan                  | Australien          | 2:49:26 SB |
| 47    | Roselaine Benites            | Brasilien           | 2:49:28    |
| 48    | Louise Wiker                 | Schweden            | 2:49:57    |
| 49    | Niluka Geethani Rajasekara   | Sri Lanka           | 2:50:40    |
| 50    | Mayada Al-Sayad              | Palästina           | 2:53:39    |
| 51    | Daitin Belmonte              | Kuba                | 2:56:18 SB |
| 52    | Hsieh Chien-ho               | Chinesisch Taipeh   | 2:58:25    |
| DNF   | Paula Todoran                | Rumänien            |            |
| DNF   | Tanith Maxwell               | Südafrika           |            |
| DNF   | Beata Naigambo               | Namibia             |            |
| DNF   | Hortensia Arzapalo           | Peru                |            |
| DNF   | Kim Hey-song                 | Nordkorea           |            |
| DNF   | Heather Lieberg              | USA                 |            |
| DNF   | Sitora Hamidova              | Usbekistan          |            |
| DNF   | Michele Cristina Das Chagas  | Brasilien           |            |
| DNF   | Souad Aït Salem              | Algerien            |            |
| DNF   | Barkahoum Drici              | Algerien            |            |
| DNF   | Irina Smolnikowa             | Kasachstan          |            |
| DNF   | Soumiya Labani               | Marokko             |            |
| DNF   | Luwsanlchündegiin Otgonbajar | Mongolei            |            |
| DNS   | Lalita Shivaji Babar         | Indien              |            |
| DNS   | Olena Popova                 | Ukraine             |            |

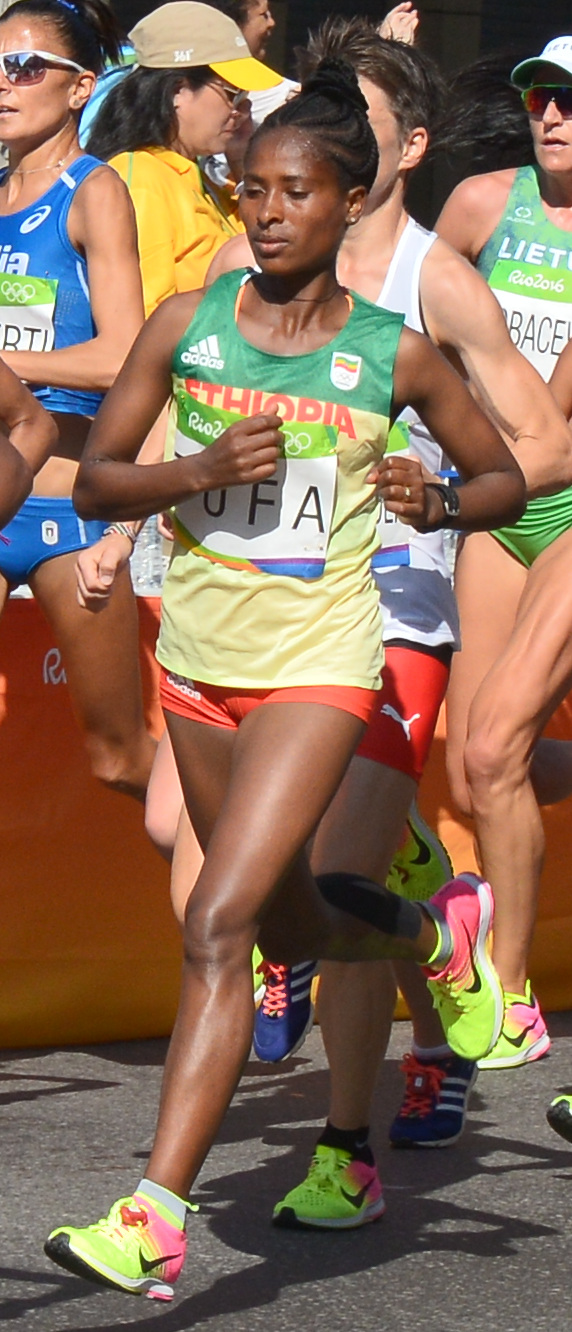
Tigist Tufa – Rang sechs
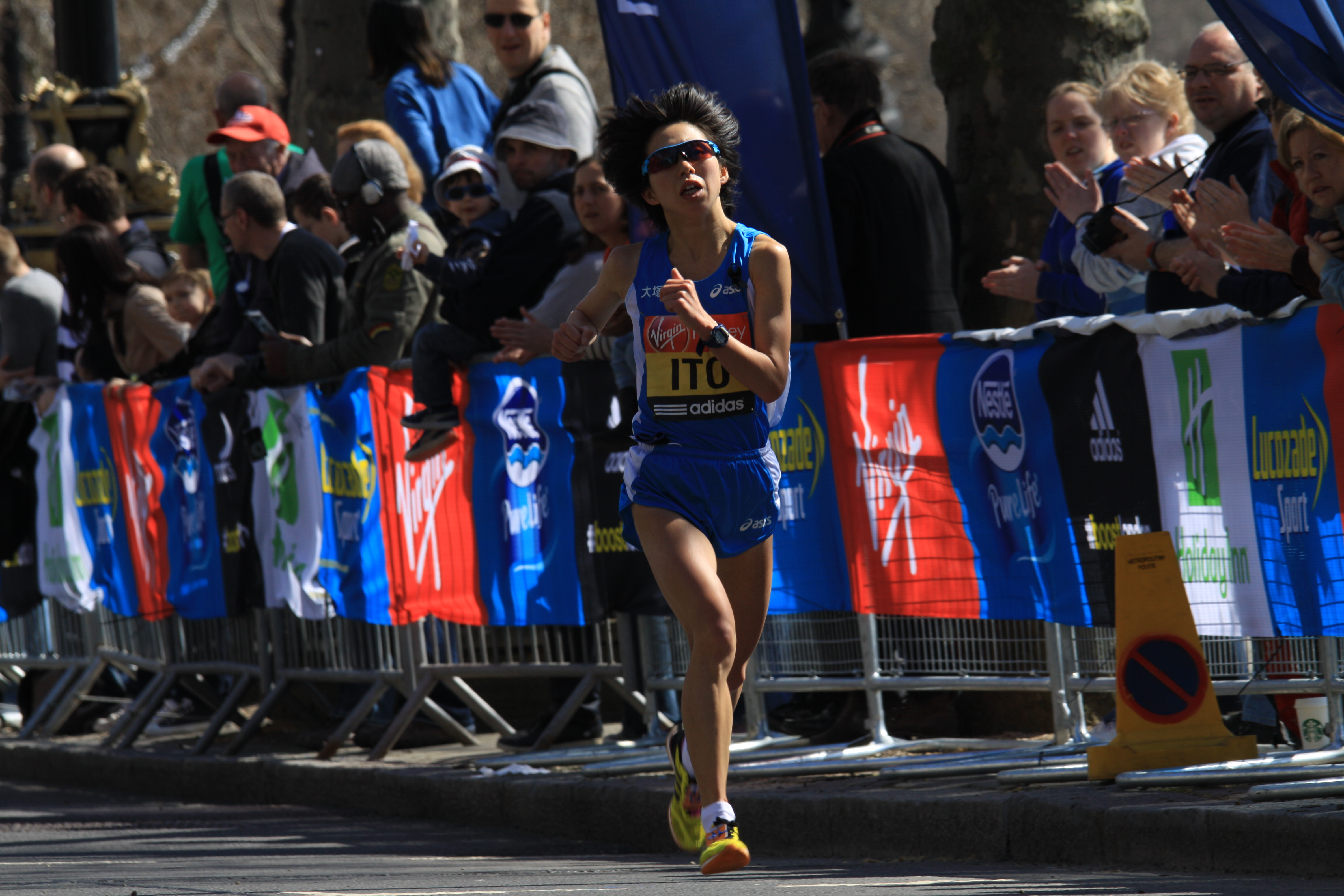
Mai Itō – Rang sieben
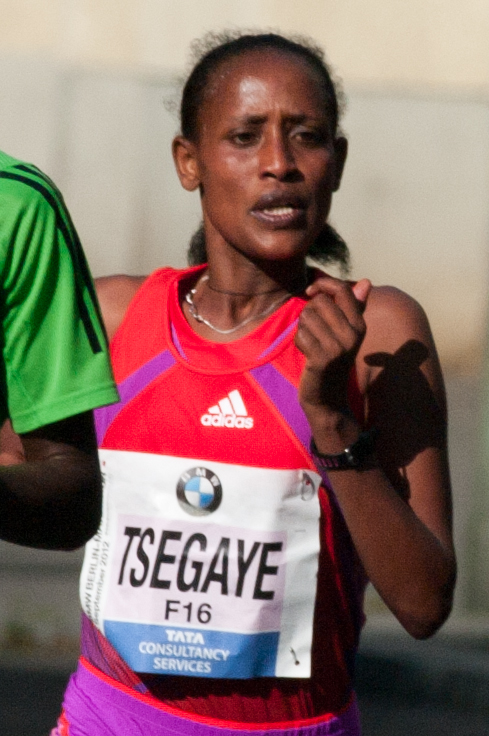
Tirfi Tsegaye – Rang acht
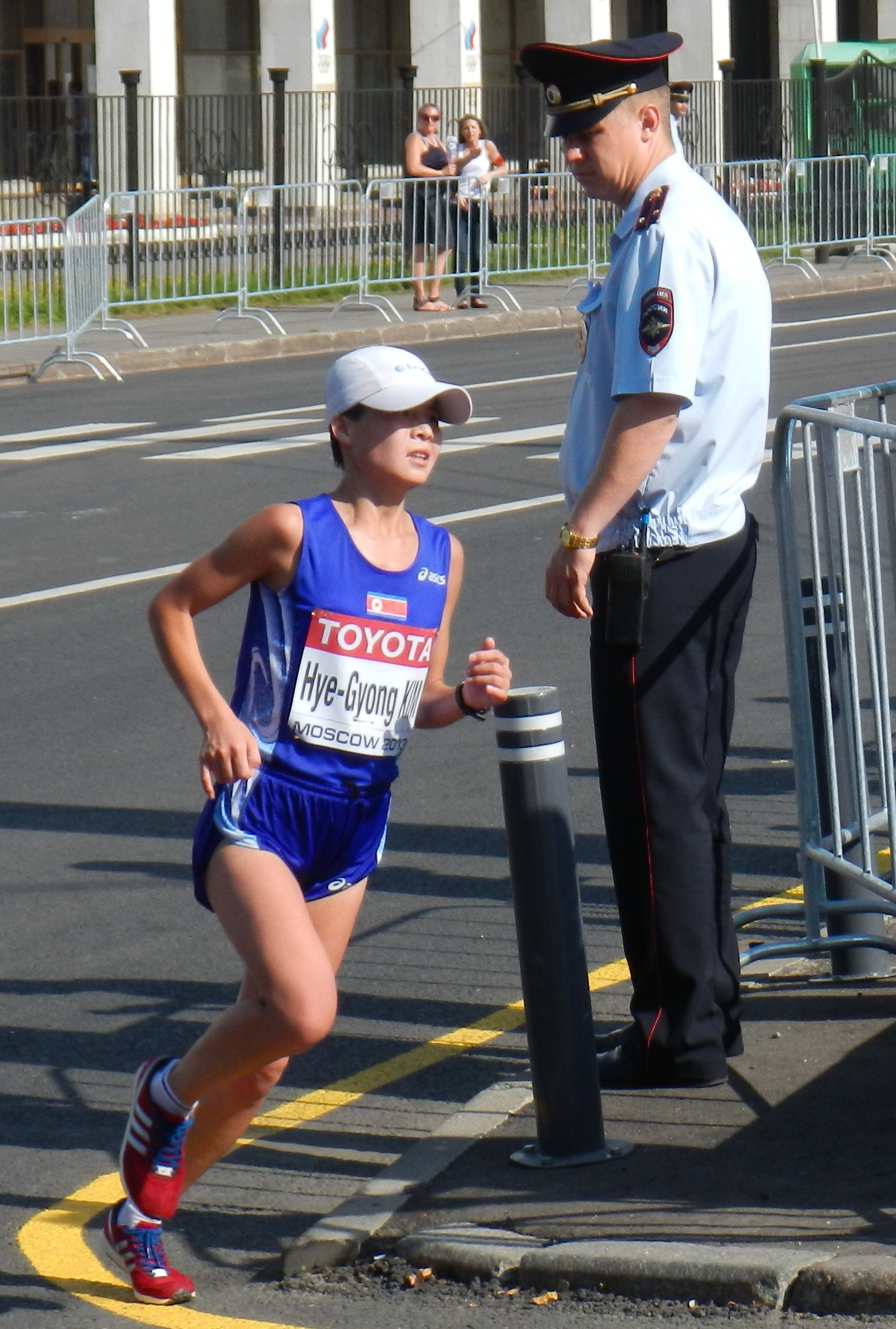
Kim Hye-gyong – Rang neun
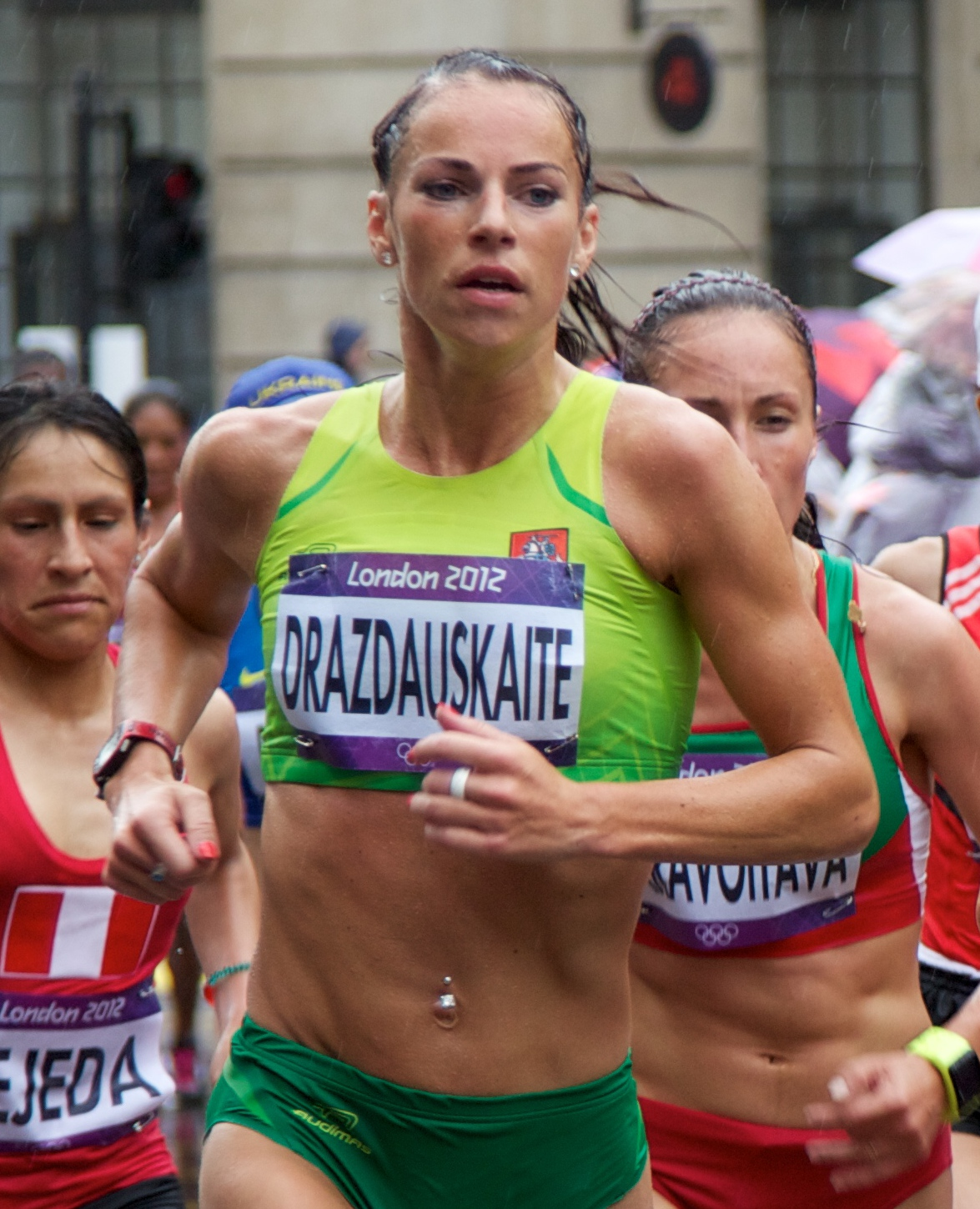
Rasa Drazdauskaitė – Rang elf
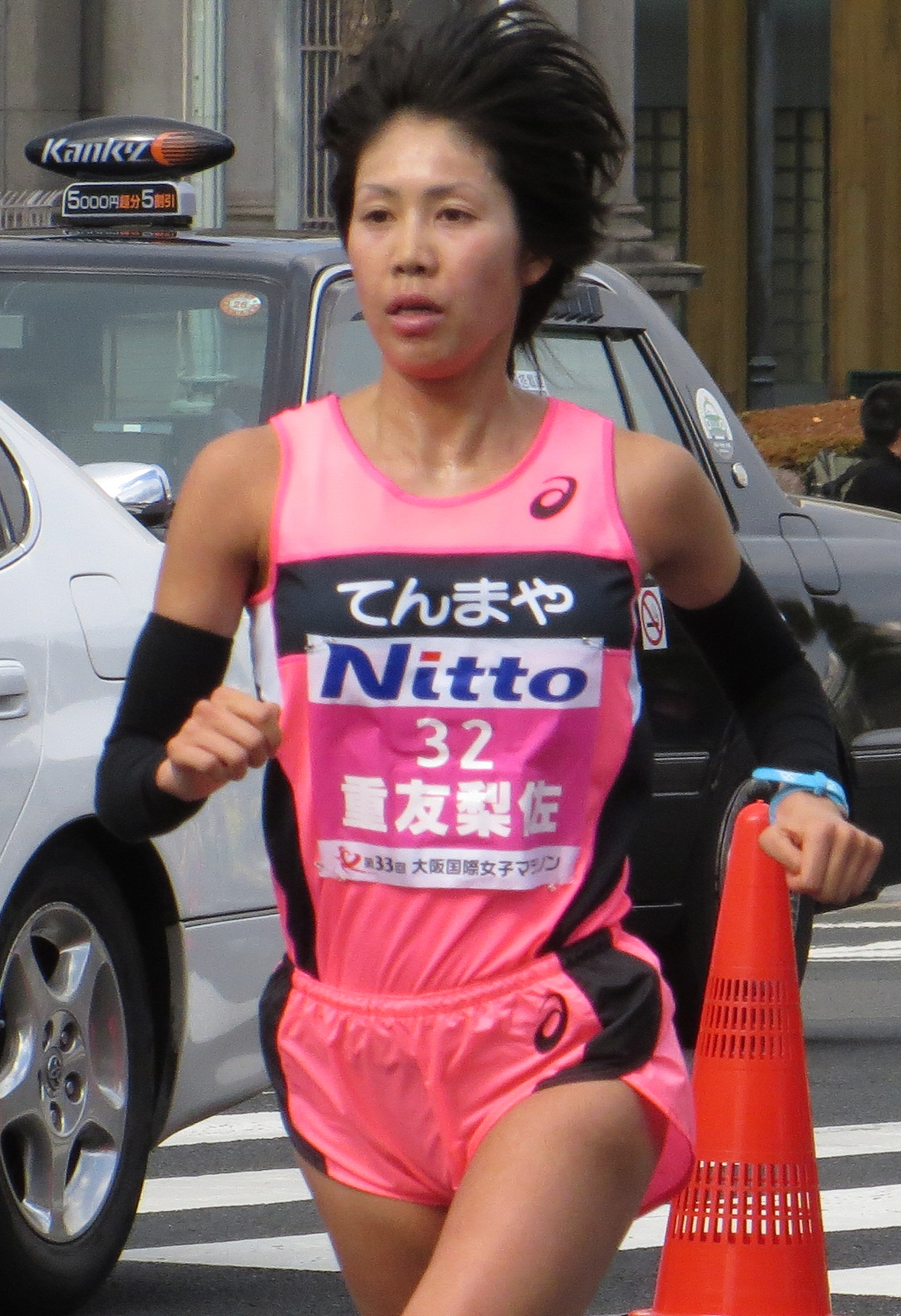
Risa Shigemoto – Rang vierzehn
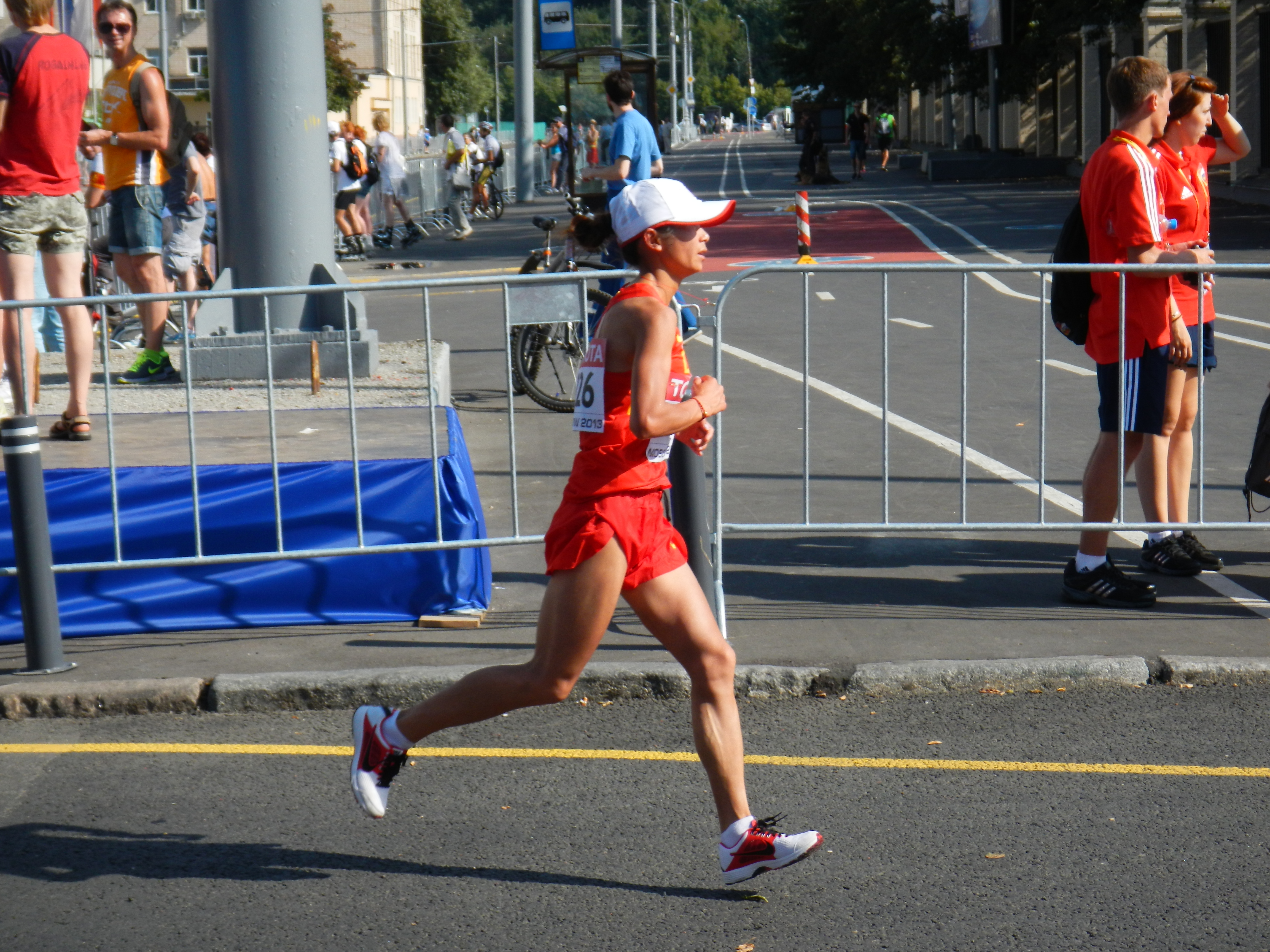
Ding Changqin – Rang sechzehn
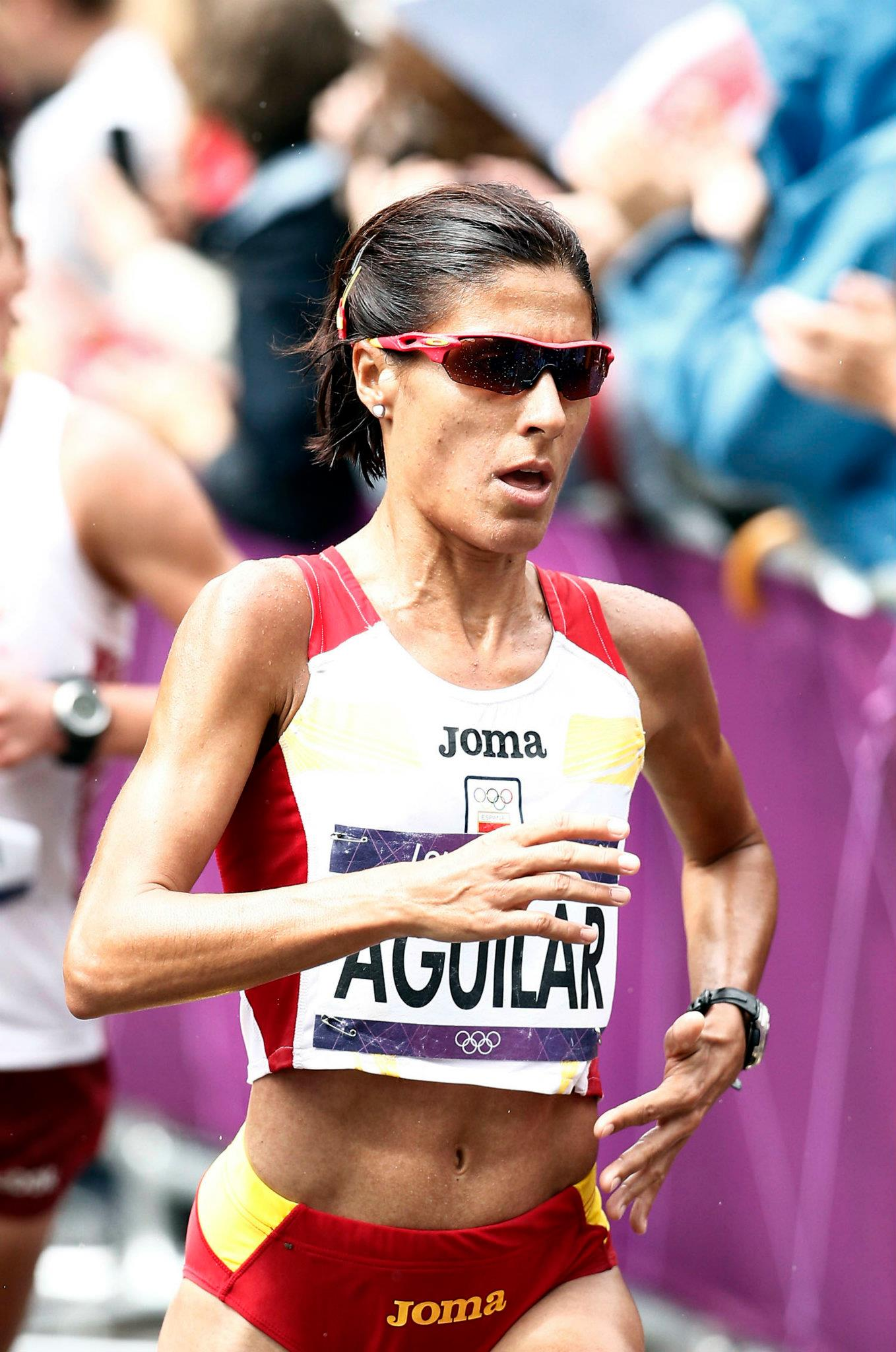
Alessandra Aguilar – Rang siebzehn
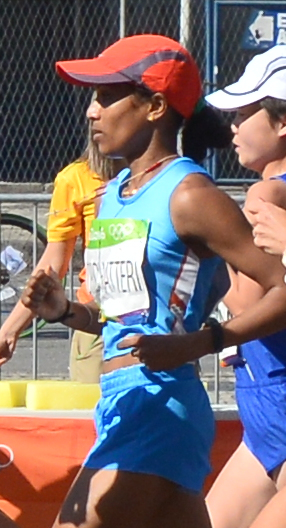
Jaisha Orchatteri – Rang achtzehn
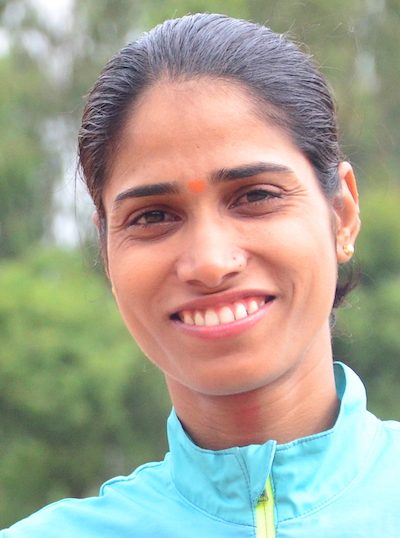
Sudha Singh – Rang neunzehn
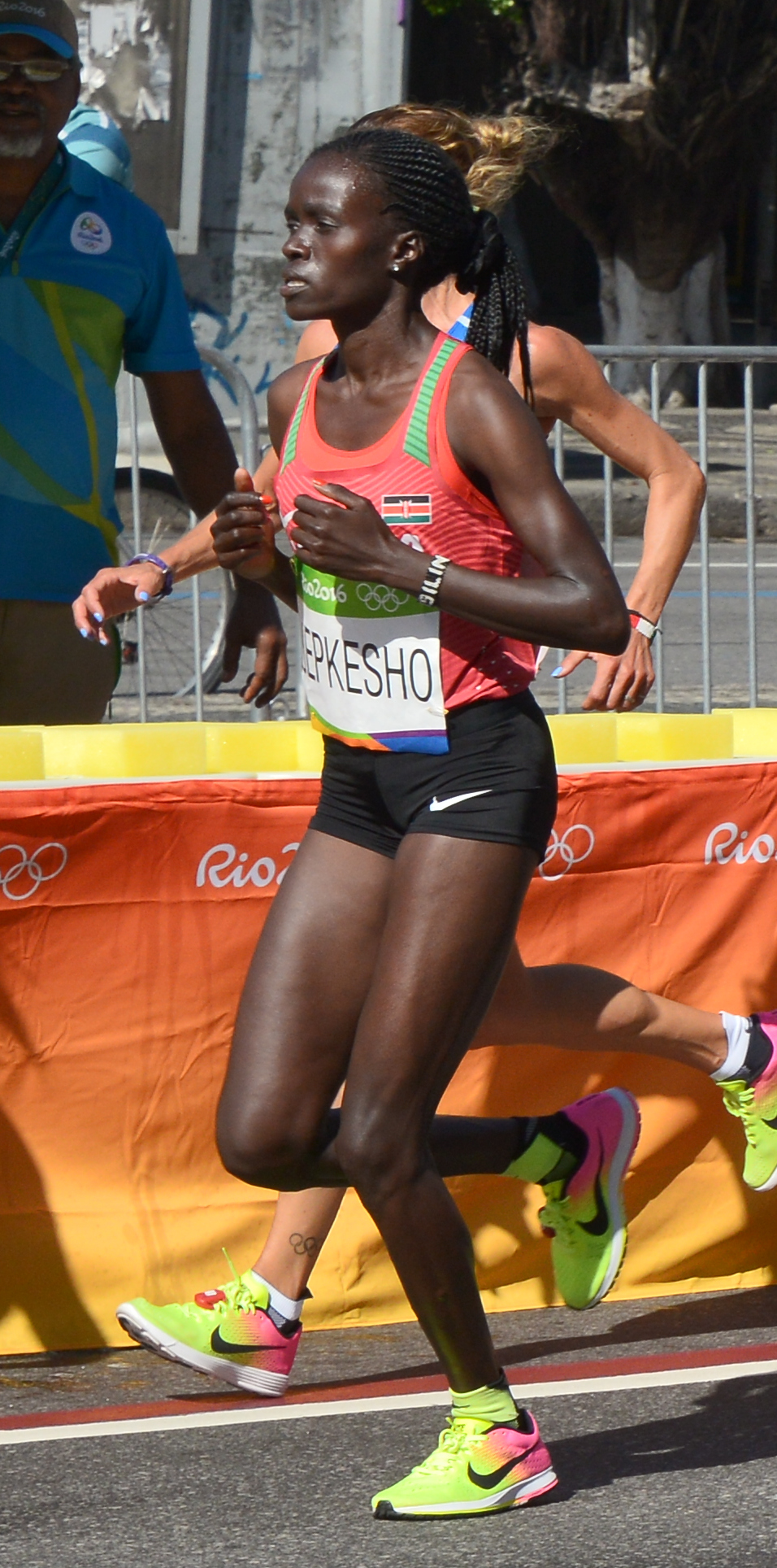
Visiline Jepkesho – Rang zwanzig
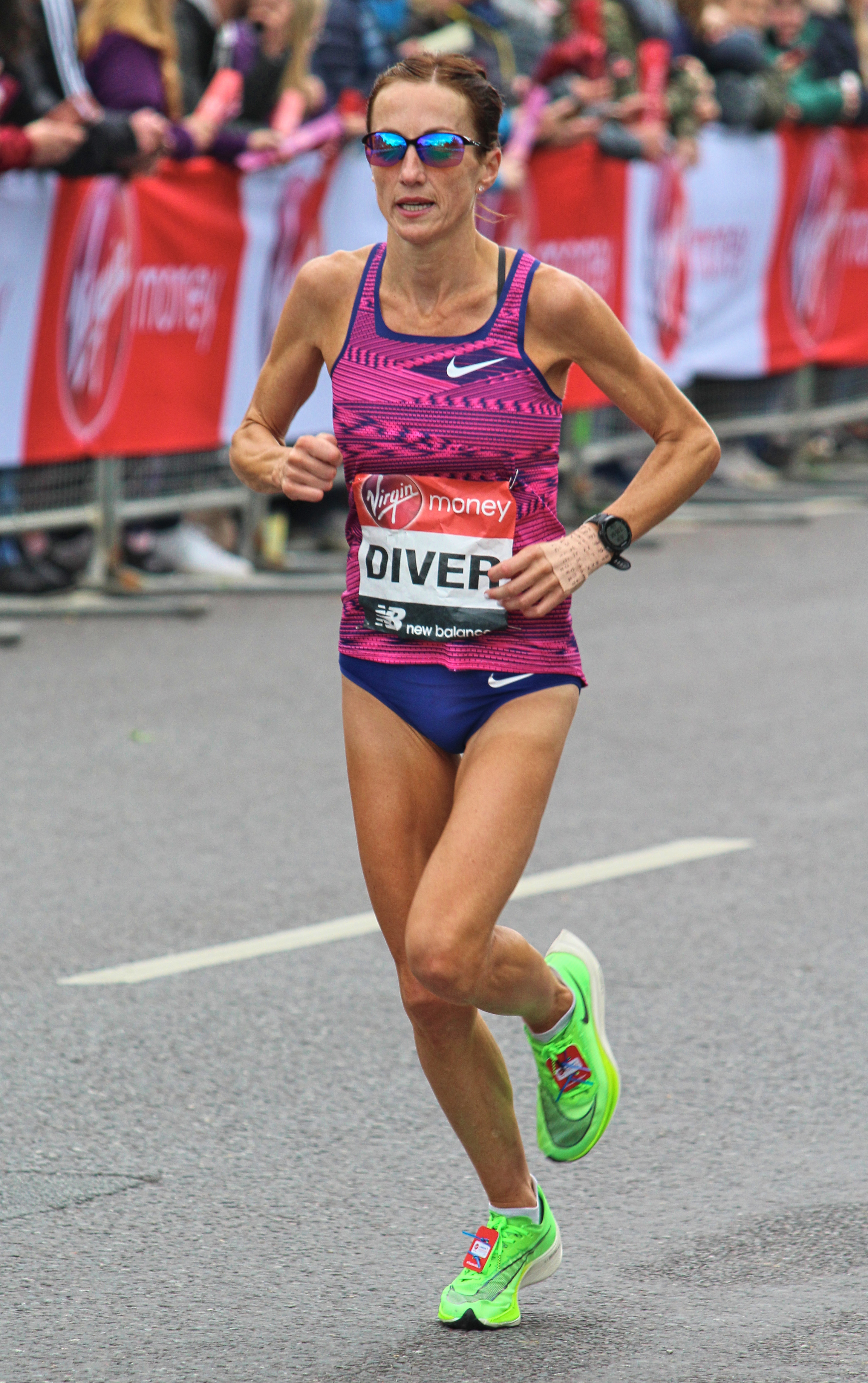
Sinead Diver – Rang 21
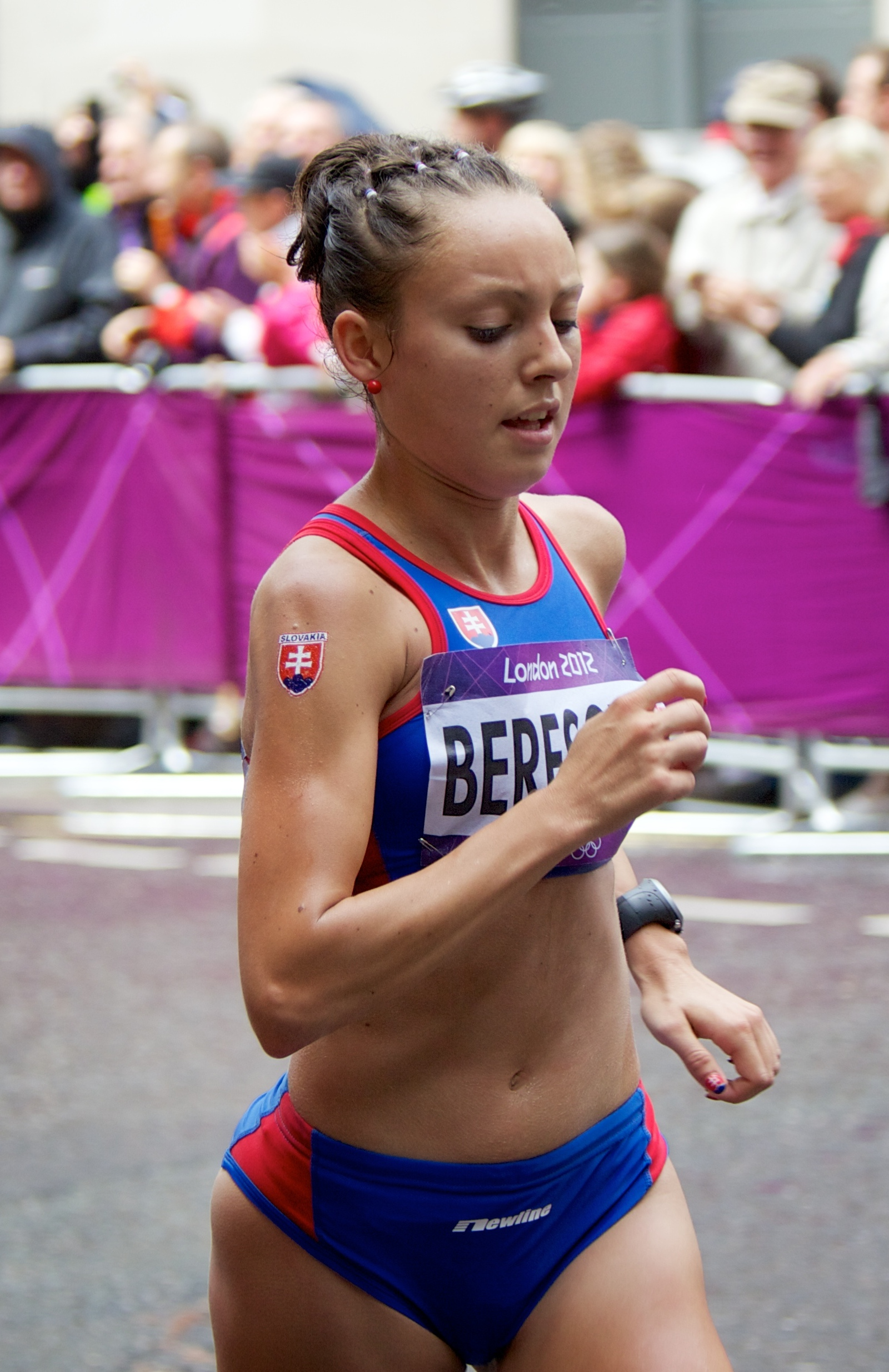
Katarina Bérešová – Rang 22
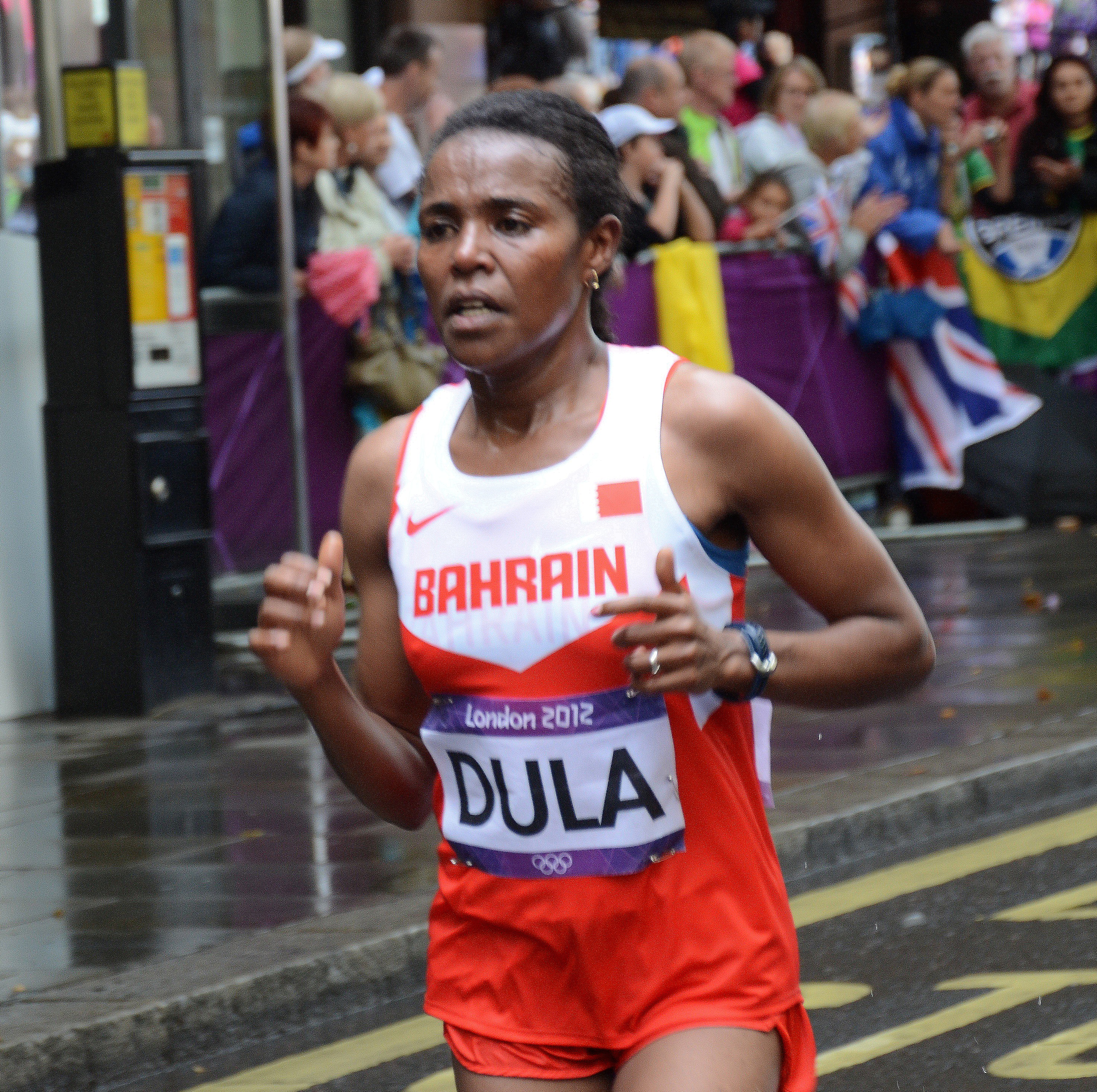
Lishan Dula – Rang 25
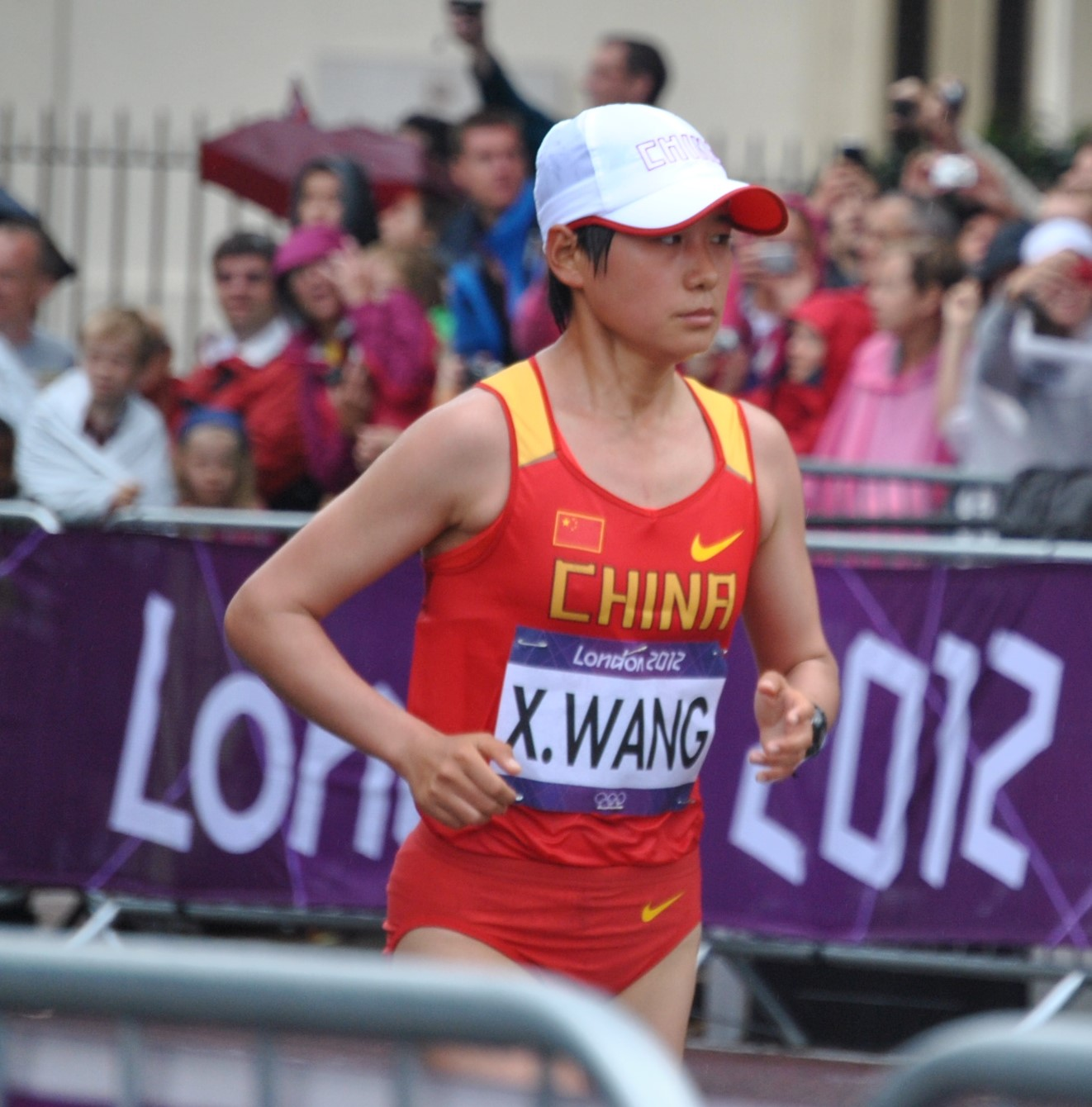
Wang Xueqin – Rang 28
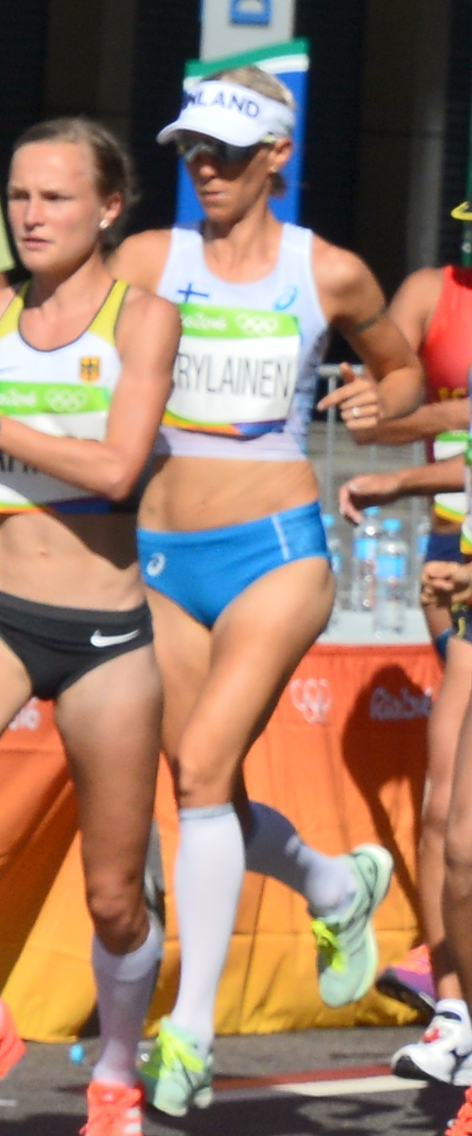
Anne-Mari Hyryläinen – Rang 29
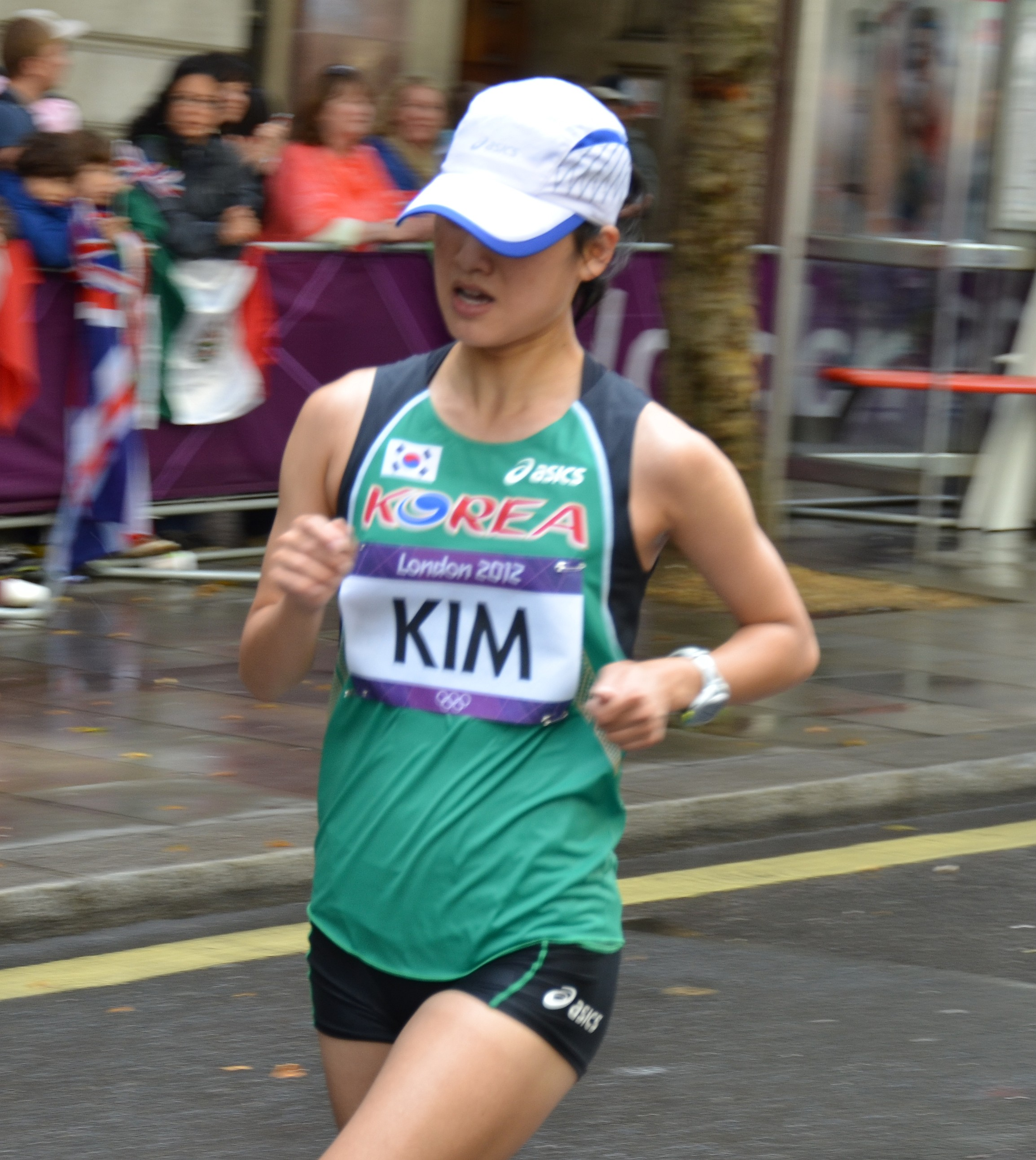
Kim Seong-eun – Rang dreißig
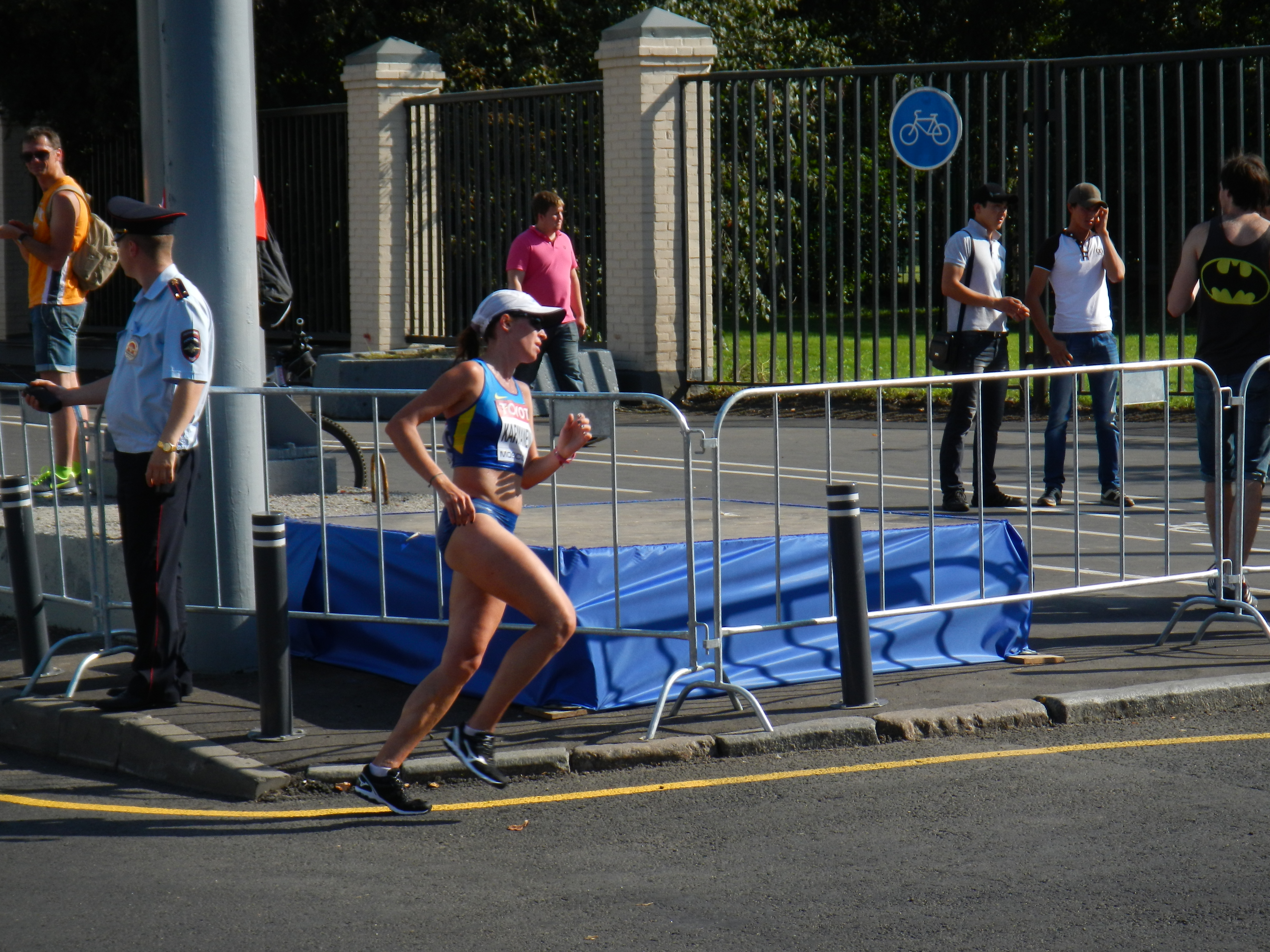
Kateryna Karmanenko – Rang 31
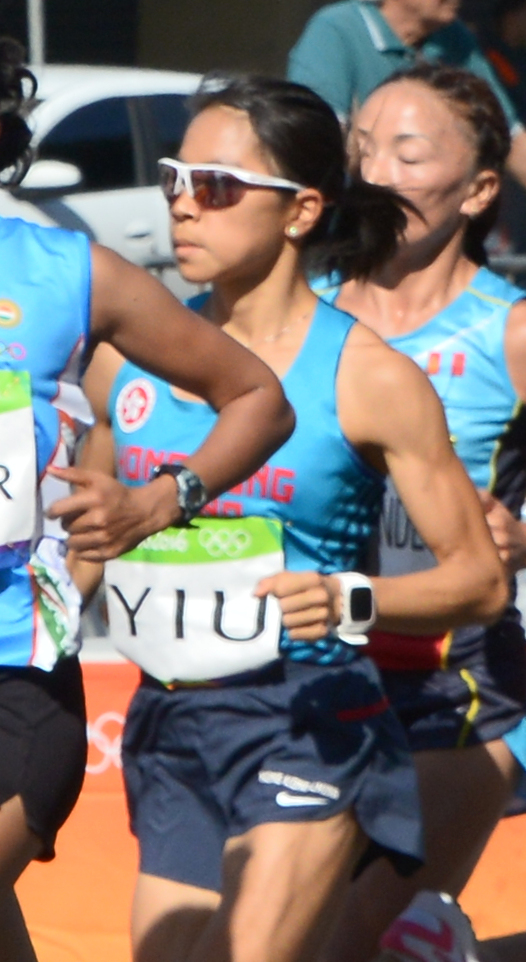
Ching Yiu-Kit – Rang 32
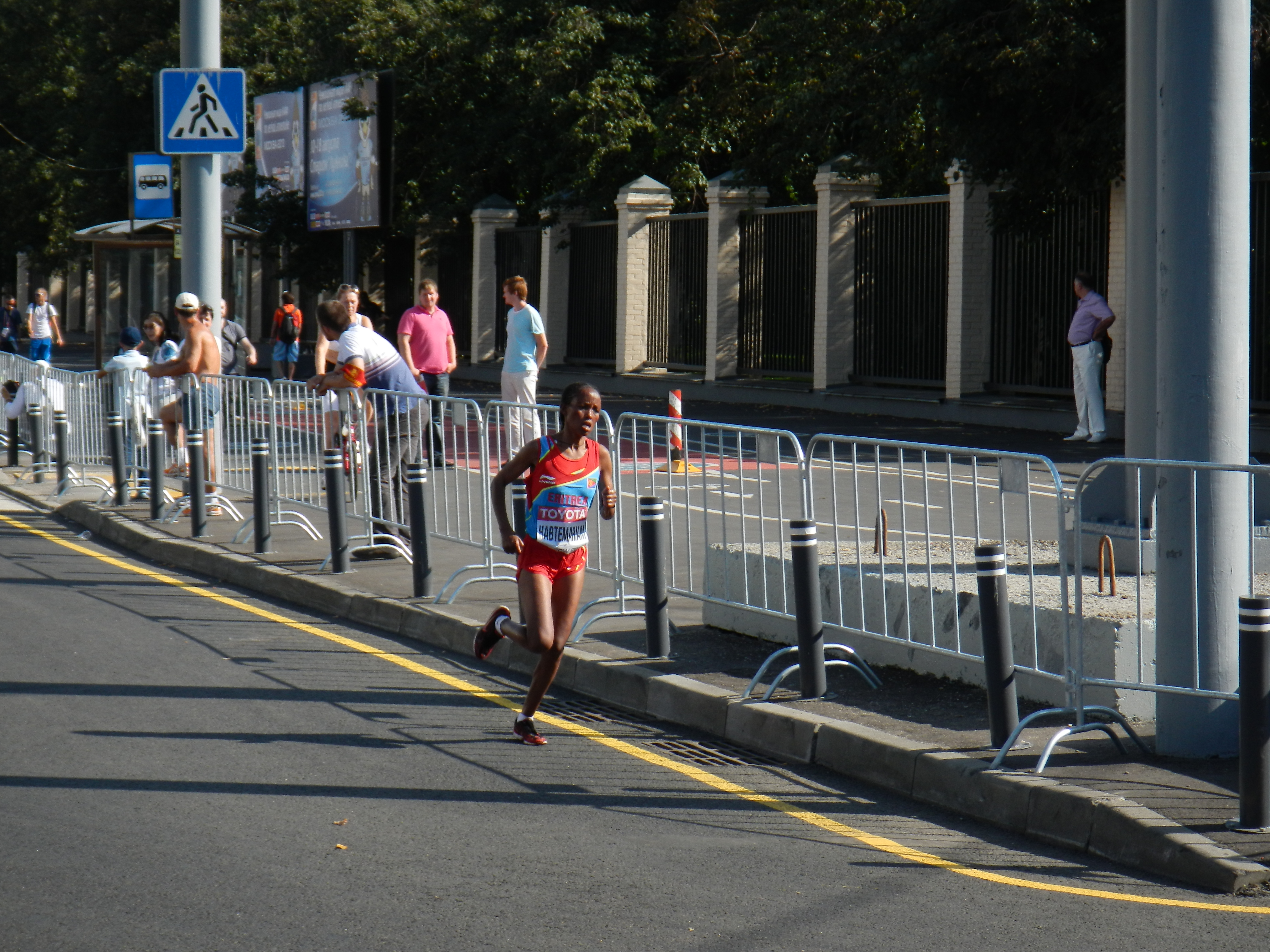
Nebiat Habtemariam – Rang 34
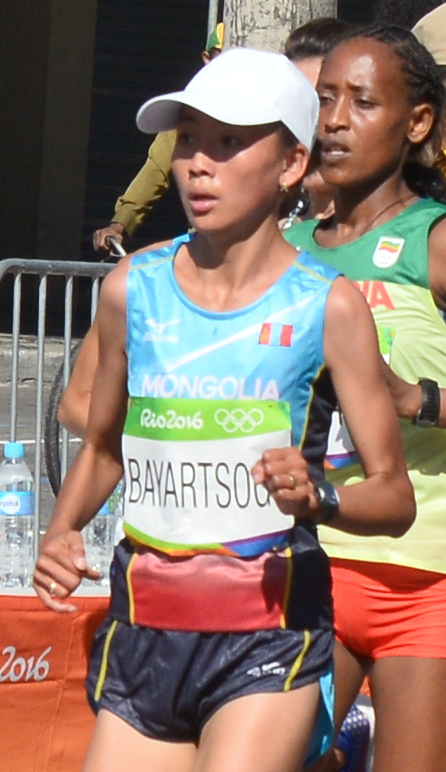
Bajartsogtyn Mönchdsajaa – Rang 35
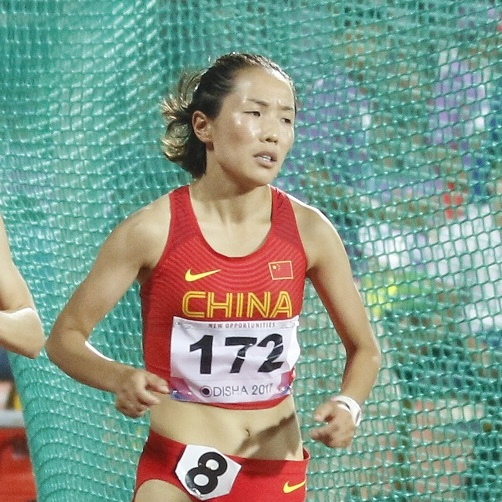
He Yinli – Rang 37
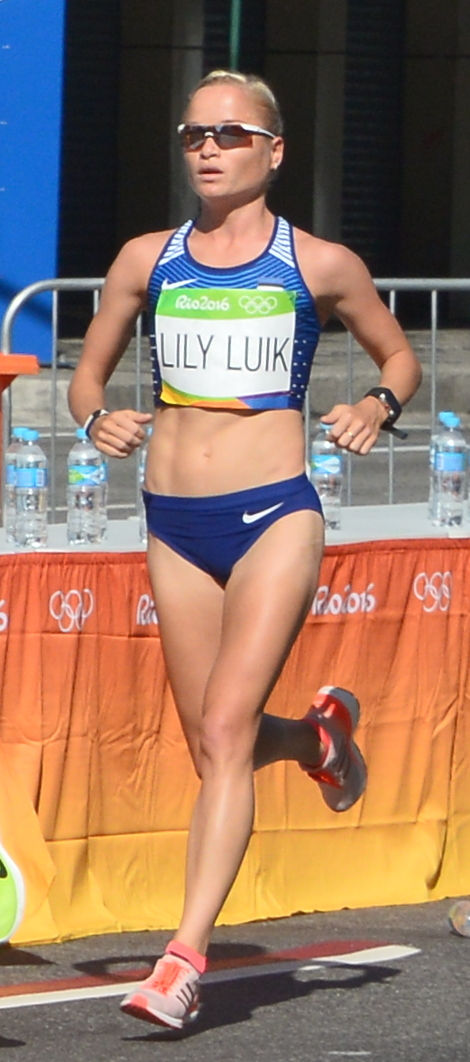
Lily Luik – Rang 38
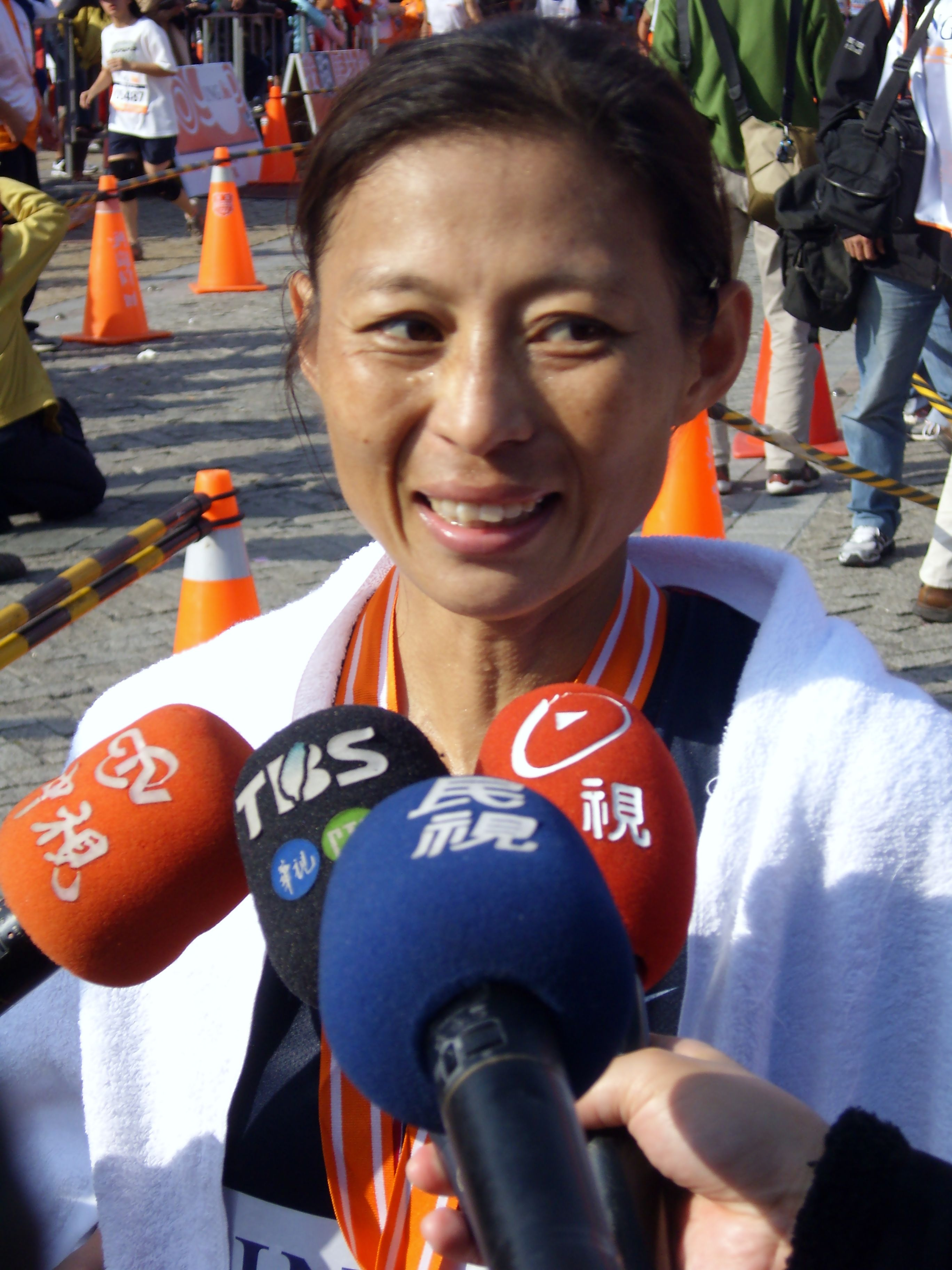
Hsu Yu-Fang – Rang 45
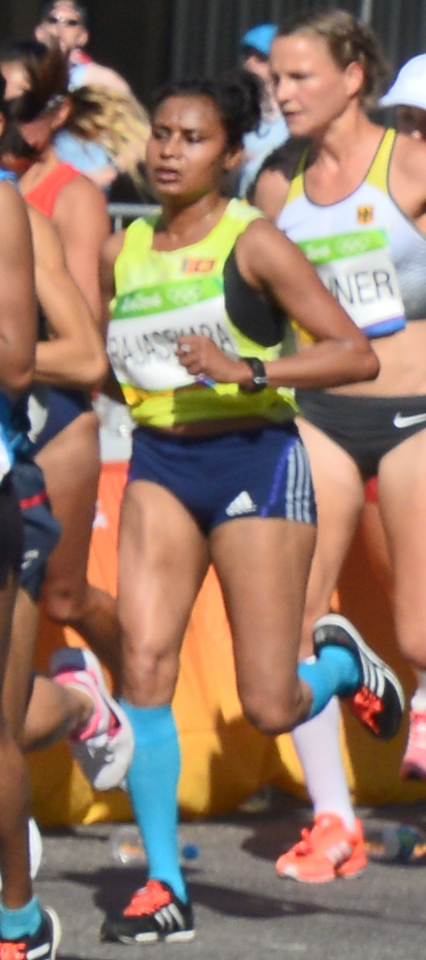
Niluka Geethani Rajasekara – Rang 49
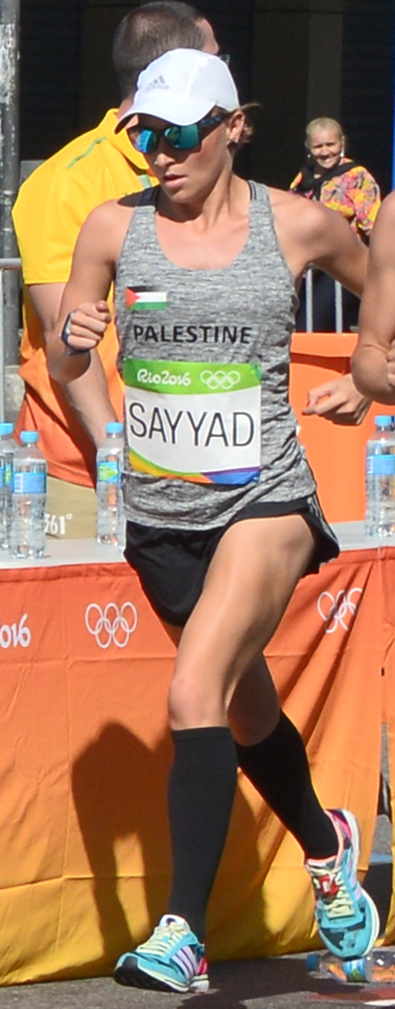
Mayada Al-Sayad – Rang fünfzig
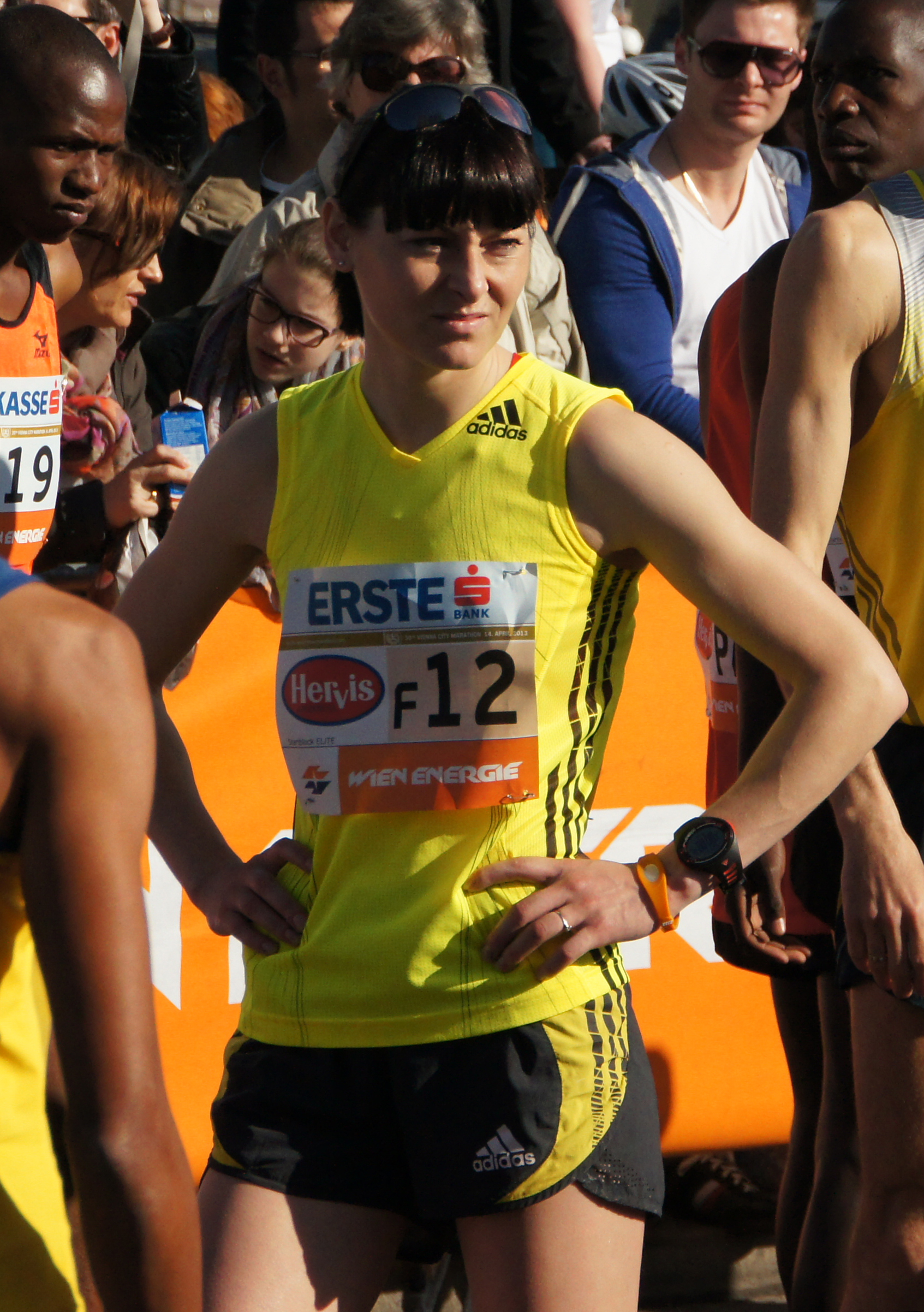
Paula Todoran gab das Rennen auf
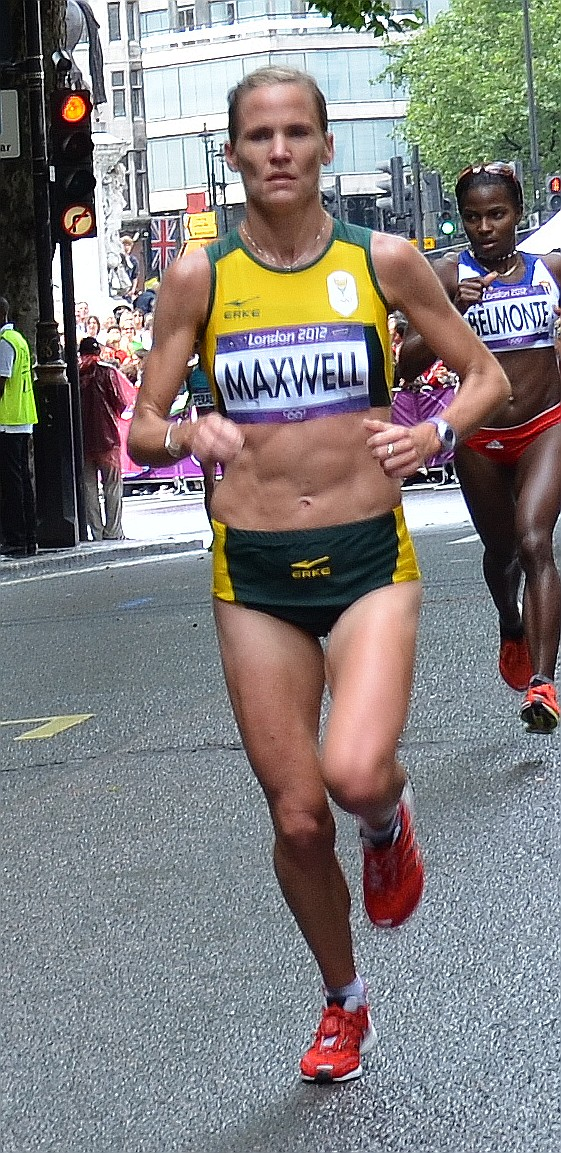
Tanith Maxwell – Rennen aufgegeben
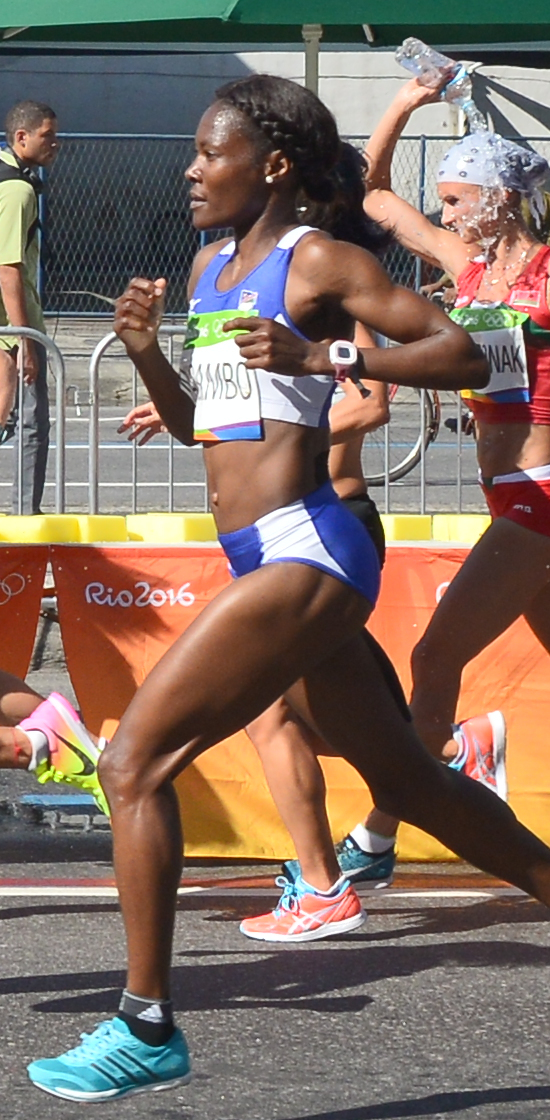
Beata Naigambo – Rennen aufgegeben
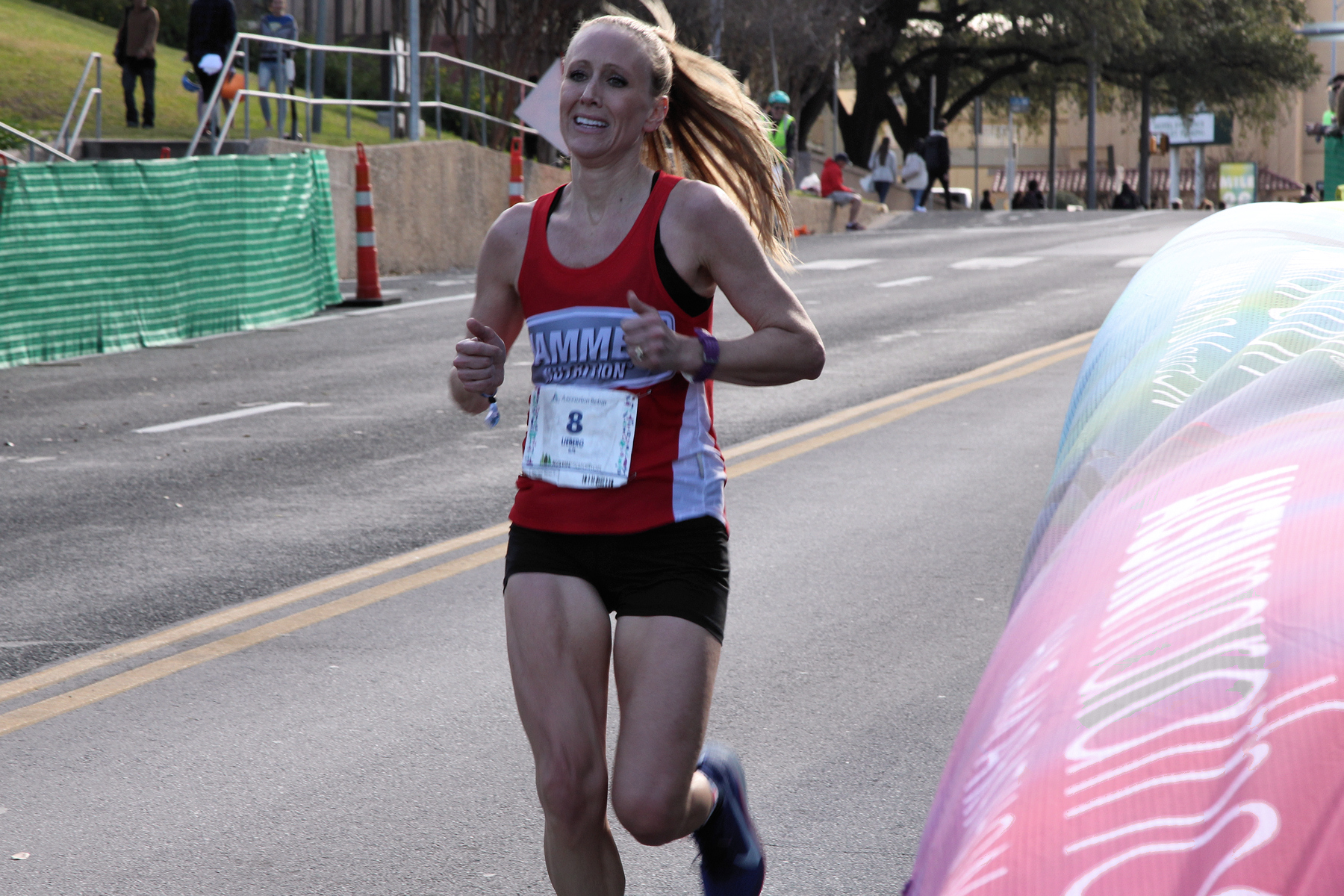
Heather Lieberg – Rennen aufgegeben
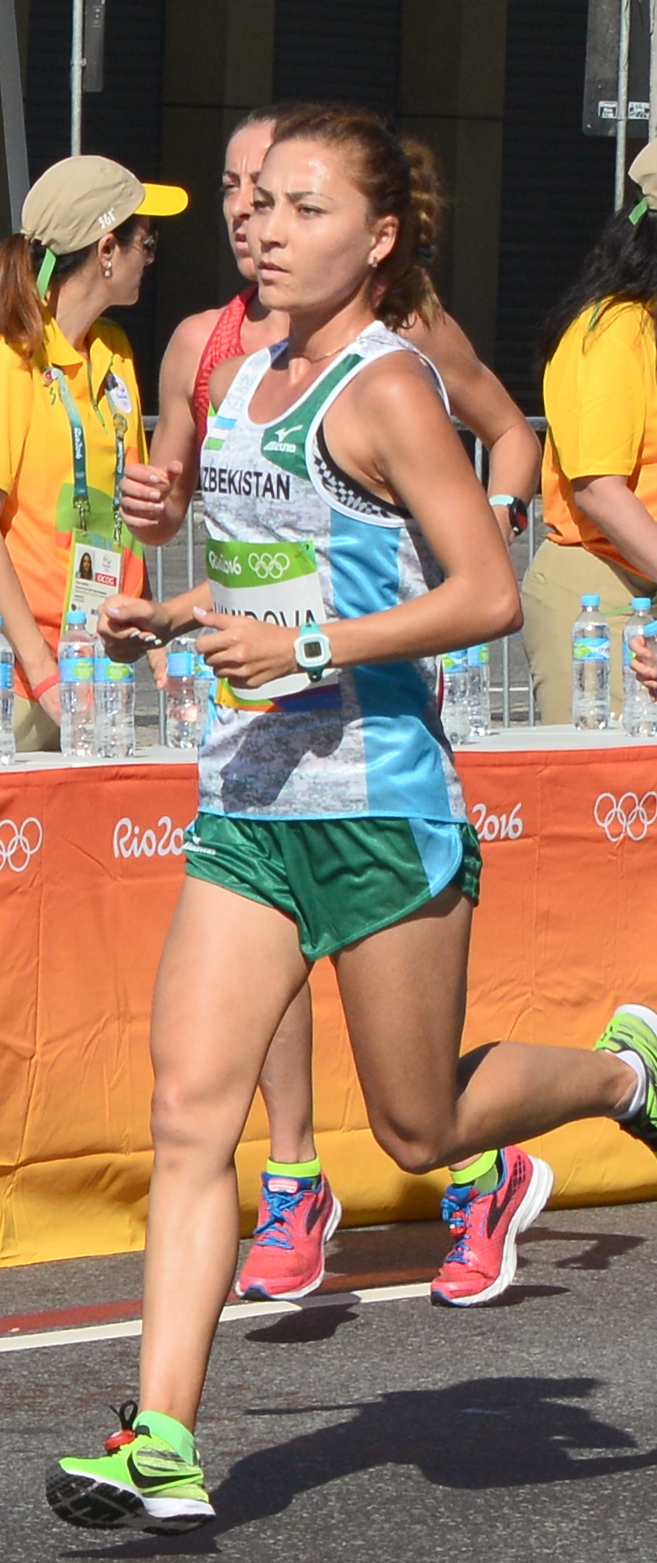
Sitora Hamidova – Rennen aufgegeben
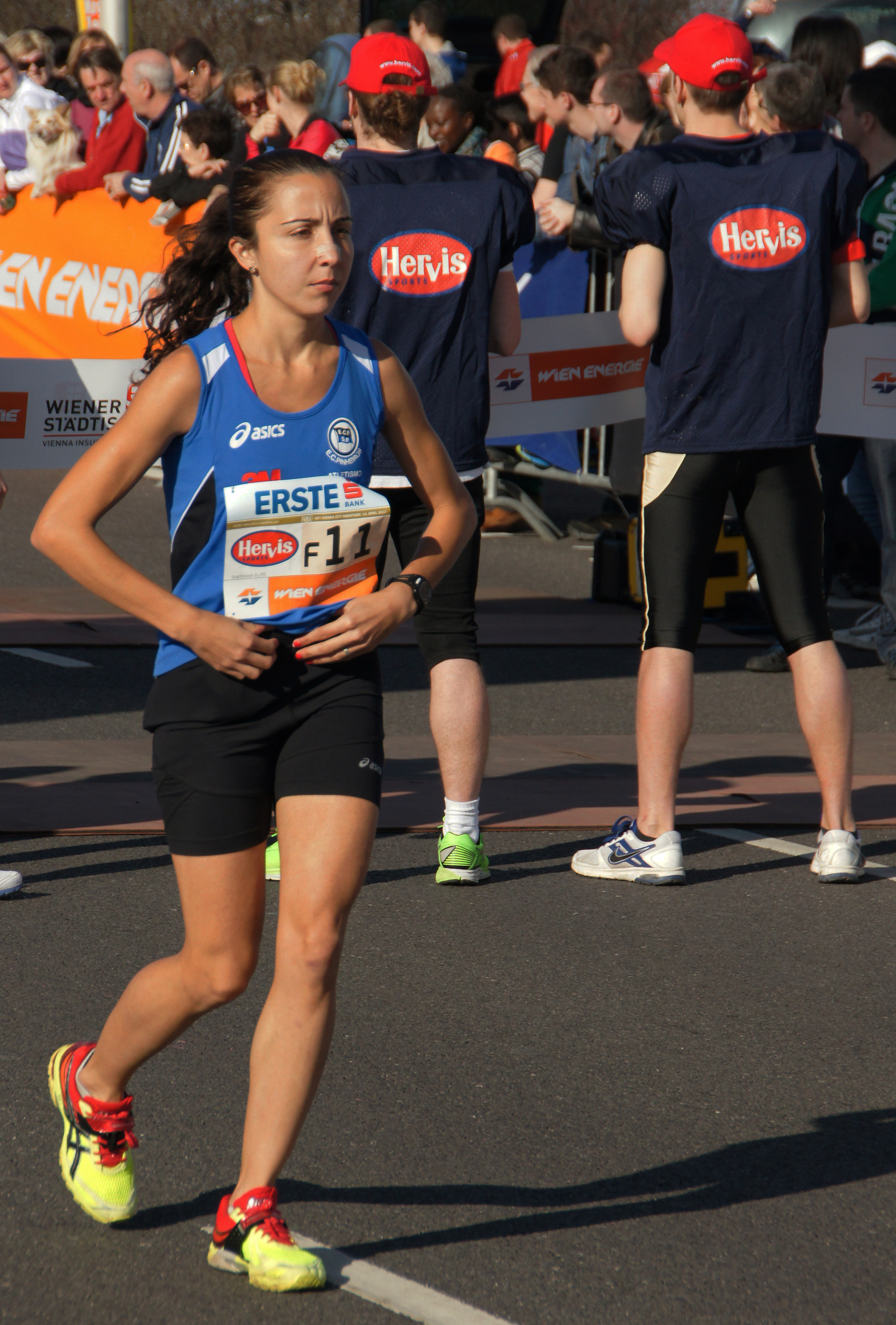
Michele Cristina Das Chagas – Rennen aufgegeben
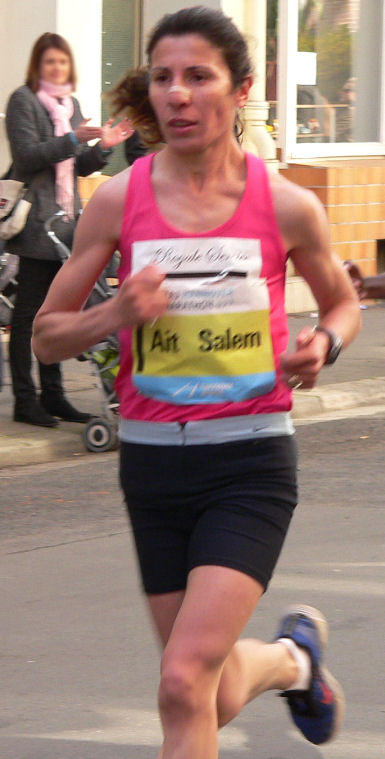
Souad Aït Salem – Rennen aufgegeben
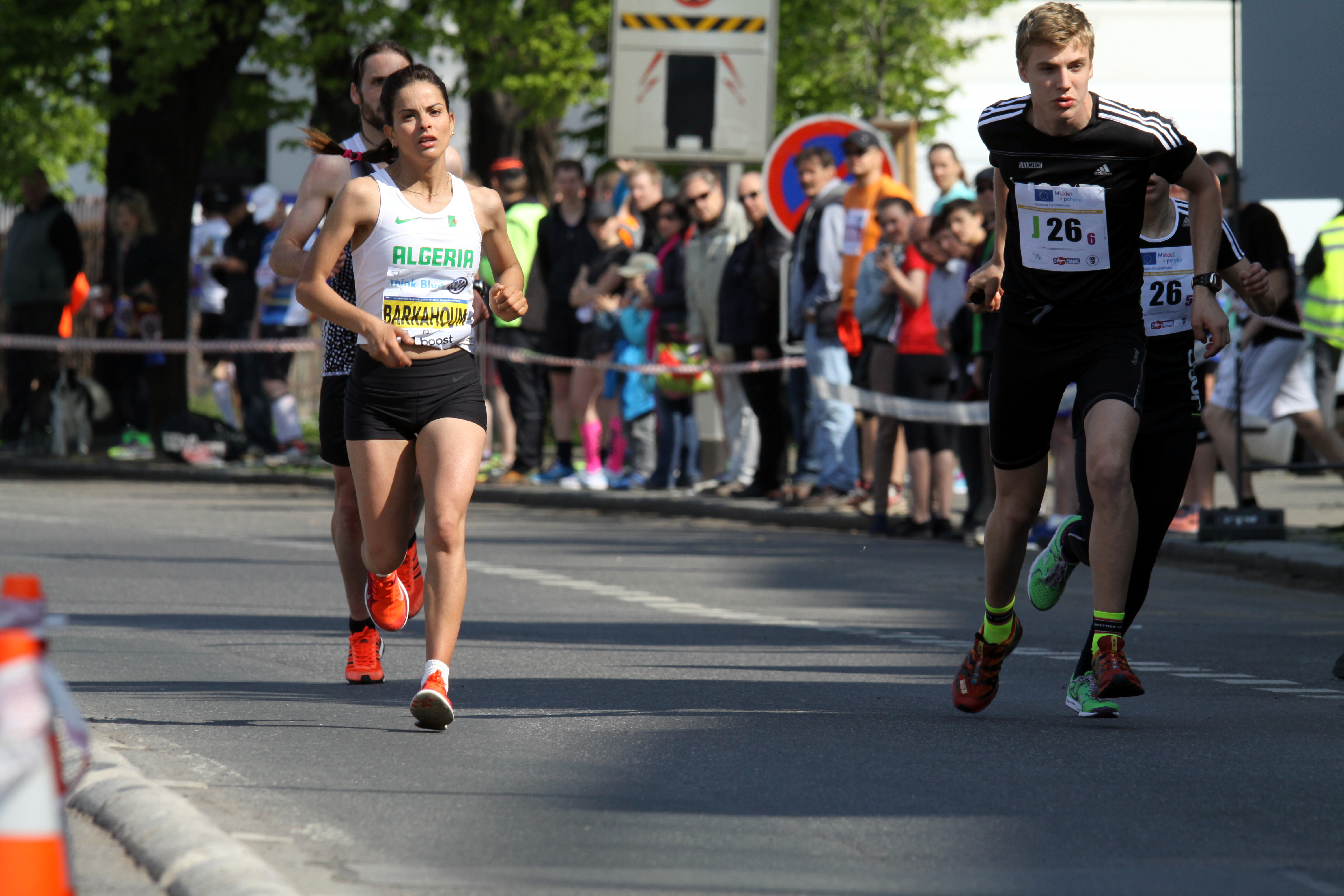
Barkahoum Drici – Rennen aufgegeben
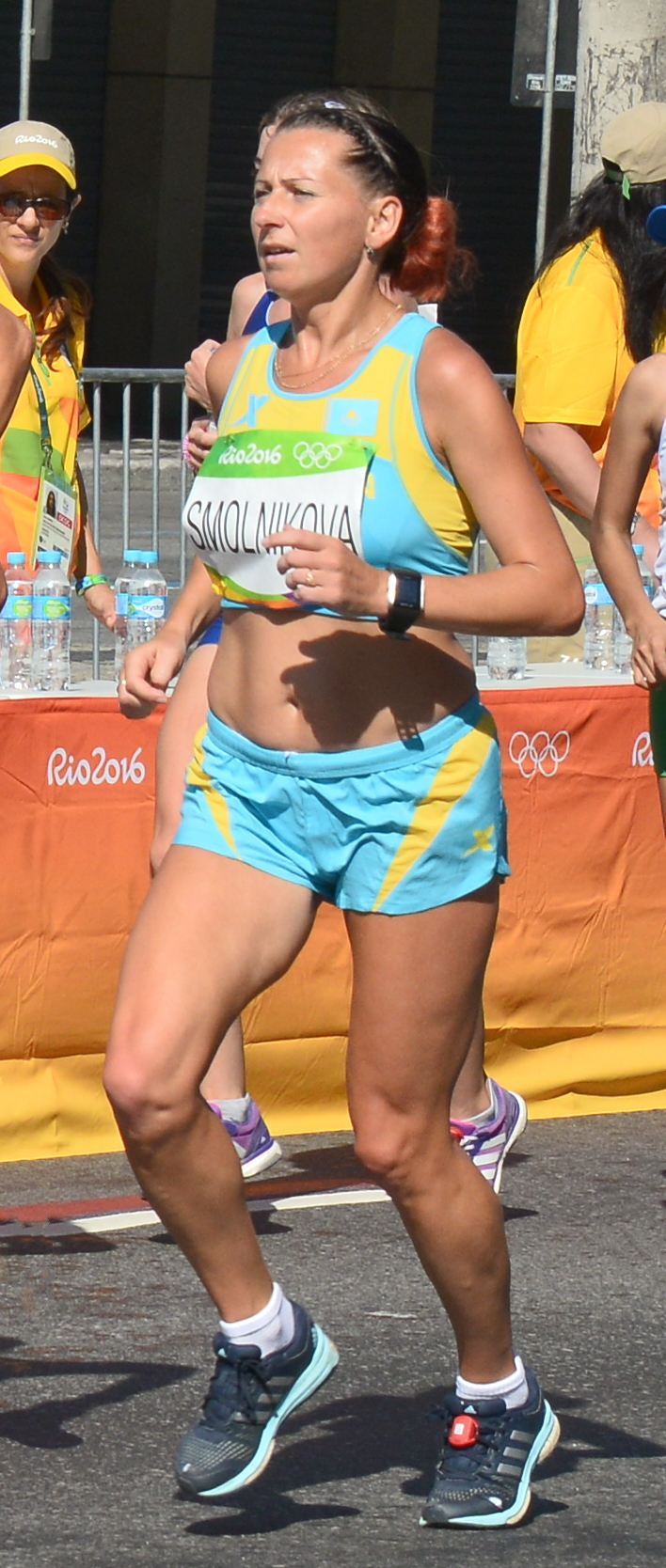
Irina Smolnikowa – Rennen aufgegeben
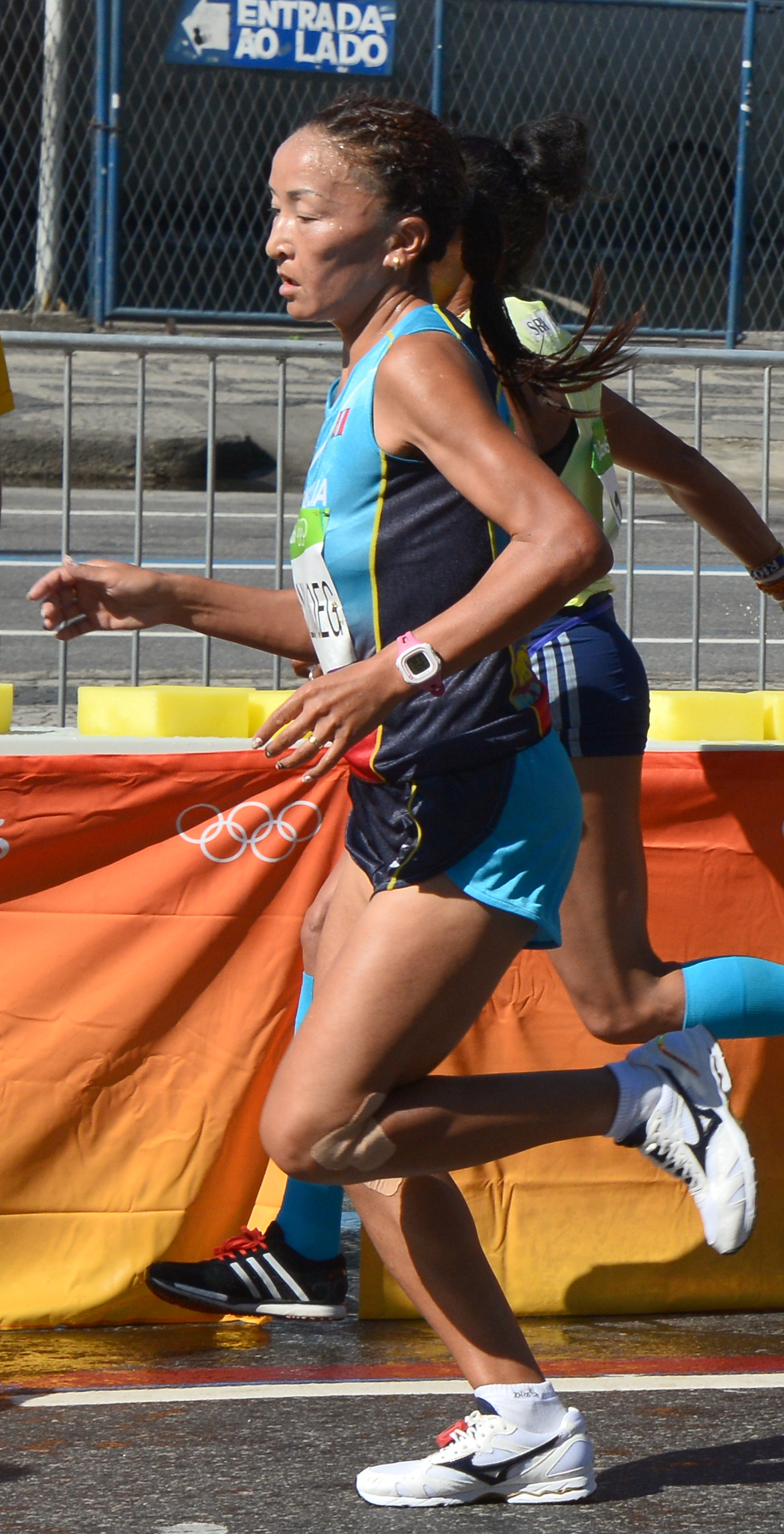
LuwsanlchündegiinOtgonbajar – Rennen aufgegeben

## Video
- IAAF World Championships Beijing 2015 - Day 9 Highlights, youtube.com, Bereich: 0:00 min bis 9:36 min, abgerufen am 19. Februar 2021
- Mare Dibaba 2015 / Womens marathon - Track & Field IAAF - IAAF world championships 2015, youtube.com, abgerufen am 19. Februar 2021